# 日野・レンジャー
レンジャー（RANGER）は、日野自動車が製造する中型クラスのトラックである。GVW（車両総重量）8トンクラスからGVW20トンクラスの6x4低床車まで幅広いバリエーションを揃えている。日本国外では500シリーズとして販売されている。

## 初代（1964年-1984年）
- 1964年（昭和39年）7月、KM300型として登場。発売当初は3.5t積であった。ハイ・ロー共用点灯式の2灯ヘッドランプを採用。
- 1964年（昭和39年）12月、ロングホイールベースのKM340系を追加。
- 1967年（昭和42年）11月、マイナーチェンジ。コーナーランプを移設し、フロントグリルのデザインを変更（コーナーランプ・ヘッドランプのベゼルと一体化）。
- 1968年（昭和43年）、キャブドアを後ろヒンジの前開きから、前ヒンジの後ろ開きに変更。
- 1969年（昭和44年）11月、ビッグマイナーチェンジ。フロントグリル・コーナーランプのデザインを変更。ヘッドランプが4灯化される。
- 1978年（昭和53年）11月、マイナーチェンジ。エンジンを110psのDQ100型に変更し、ハイバックシートやサイドミラーの大型化など安全性を高めた。
- 1980年（昭和55年）昭和54年排ガス規制に適合する形でK-KM系に変更。ネーミングがレンジャーKMからレンジャー3Mに変更される。これは同年の3代目レンジャー登場の際にレンジャーKLからレンジャー4Dに変更されたのに合わせたためである。
- 1982年（昭和57年）グリルにシルバーの縁取りとRANGER 3Mのエンブレムが取り付けられ、同時期の3代目レンジャーに似せたデザインになる。

3.5t積の初代レンジャーは2代目KL型の登場後も継続生産され、デーキャブレンジャー（後述）の登場まで20年にわたって生産された。

## 2代目（1969年-1980年）

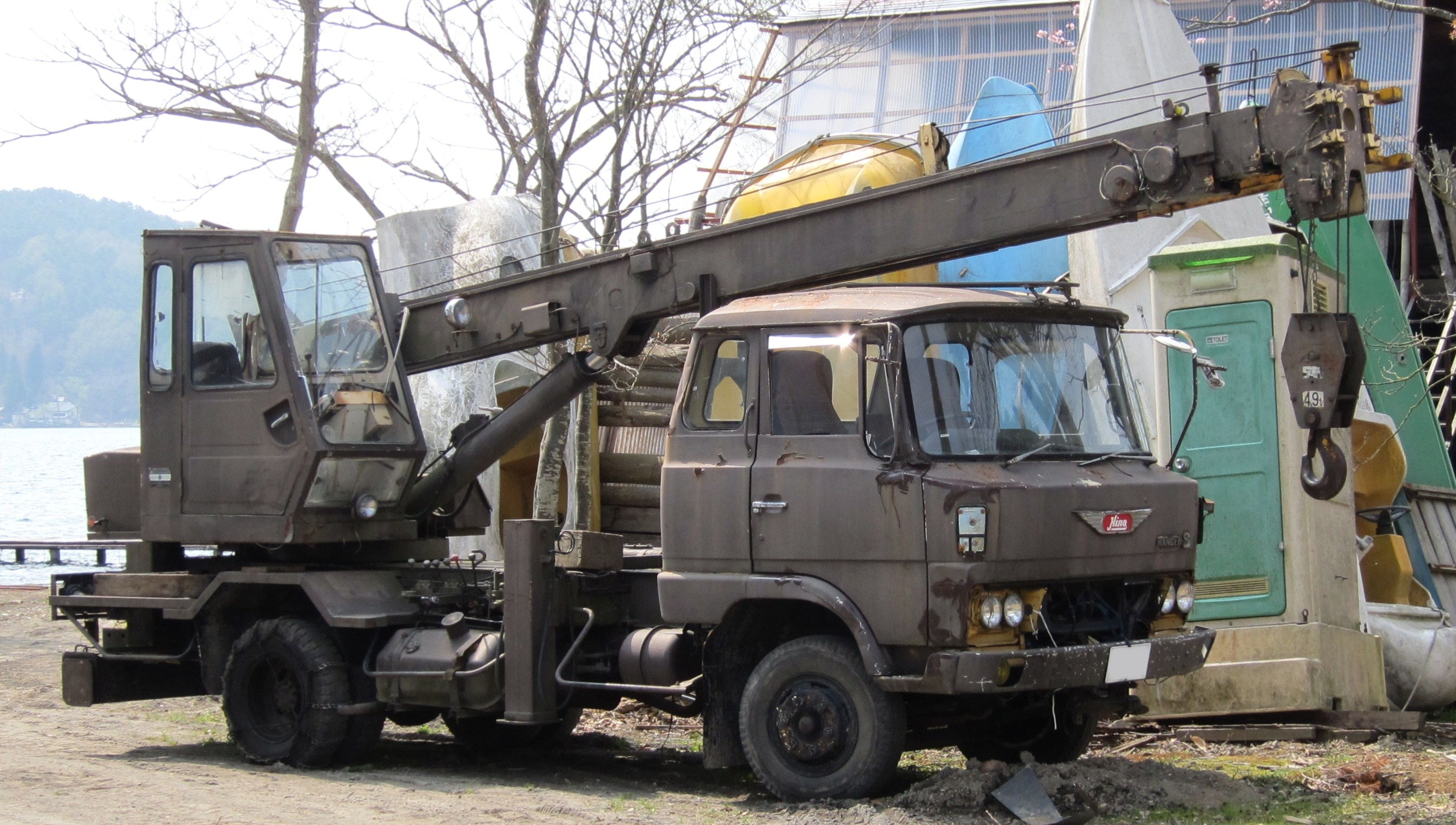
2代目　トラッククレーン

- 1969年（昭和44年）1月、ジョヴァンニ・ミケロッティデザインの大型トラック・ZM系と同じテイストのデザインとなる。エンジンは新開発の直6・EC100型（120 ps）を搭載。
- 1970年（昭和45年）6月、ワイパーが対向式になる。またウィングマークのデザインを変更。
- 1972年（昭和47年）6月、145psのEH100型エンジンを搭載したKL-S登場。
- 1972年（昭和47年）12月、マイナーチェンジ。フロントグリルが変更されたほか、ウインカーランプにスモールライトが追加される。6t積の大型仕様車「レンジャー6」（KR360型）が追加された。
- 1974年（昭和49年）7月、155psのEH300型エンジンを搭載した高出力車KL-SSが登場。
- 1975年（昭和50年）9月、マイナーチェンジ。フロントグリルが変更。この2段式のグリルはSDグリルと呼ばれている。大型車よりも先行的にテールランプがドーワの丸型から市光の角形に変更される。橙レンズに赤いリフレクタが入るのが日野独自の特徴であった（ただし、架装メーカーや上物の違いによる丸テールは存在した模様）。
- 1977年（昭和52年）1月、165psのEH700型エンジンを搭載したKL-SDを追加。内装備のデザインを変更し「悠々キャビン」と命名して発売。
- 1978年 （昭和53年）6月、EH700型を170psにパワーアップ。
- 1979年 （昭和54年）9月、昭和54年排ガス規制適合。

## 3代目（1980年-1989年）
- 1980年2月登場。通称風のレンジャー。昭和54年排出ガス規制適合。それまでのレンジャーKLシリーズに変わりレンジャー4L、4S、4Dのシリーズ名がつけられる。キャッチコピーは「新しい時代はいつも日野から始まる」。グリルがガンメタリック色なのが最初期型の特徴である。バンパーもグリル同色だった。初期モデルは助手席側ドアに側方窓が無く、運転席側と窓割りが左右対称であった。ワイドキャブについては先代モデル同様、専用オーバーフェンダーとキャブ側面を張り出す形で対応していた。内寸は標準キャブと同様。
- 1982年6月、マイナーチェンジ、フロントグリルがシルバーに変更され、黒帯が入る。バンパーがキャブ同色へ、運転席側サイドミラーの形状が変更される。
- 1982年11月、レンジャーターボU（4E）登場。
- 1984年1月、マイナーチェンジ。昭和58年排出ガス規制適合、ヘッドライトを丸型4灯から角型4灯に変更、助手席セーフティウインドウが標準装備された。キャッチコピーは「先進が走る」。通称シャッターグリル。グリルの色はライトゴールドである。
- 1986年4月、マイナーチェンジ。通称レンジャー+5（プラスファイブ）。エンジンワンキー操作が標準装備された。キャッチコピーは「きめて乗る、今度の新型」。グリル上部がフラットな形状になった。グリル上部がシルバー、ヘッドライトのあるグリル下段がガンメタ色になった。
- 1988年6月、マイナーチェンジ。通称ONE UP レンジャー+5（プラスファイブ）。グリル周りを白系統に変更。

アジアなどの海外仕様車では1995年まで「エコノ・ディーゼル(Econo Diesel)」として継続生産されていた。

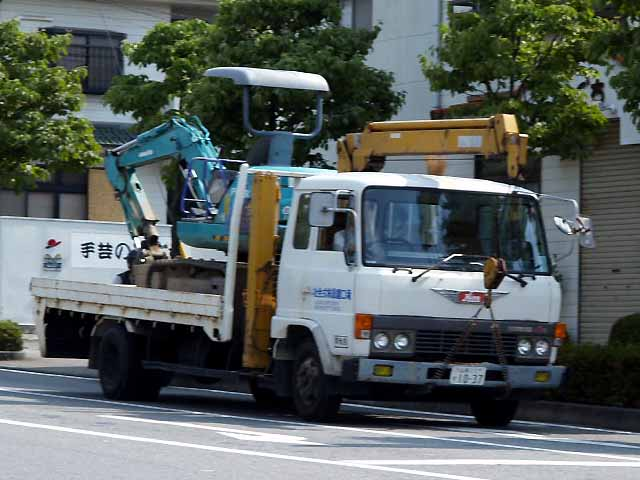
前期型
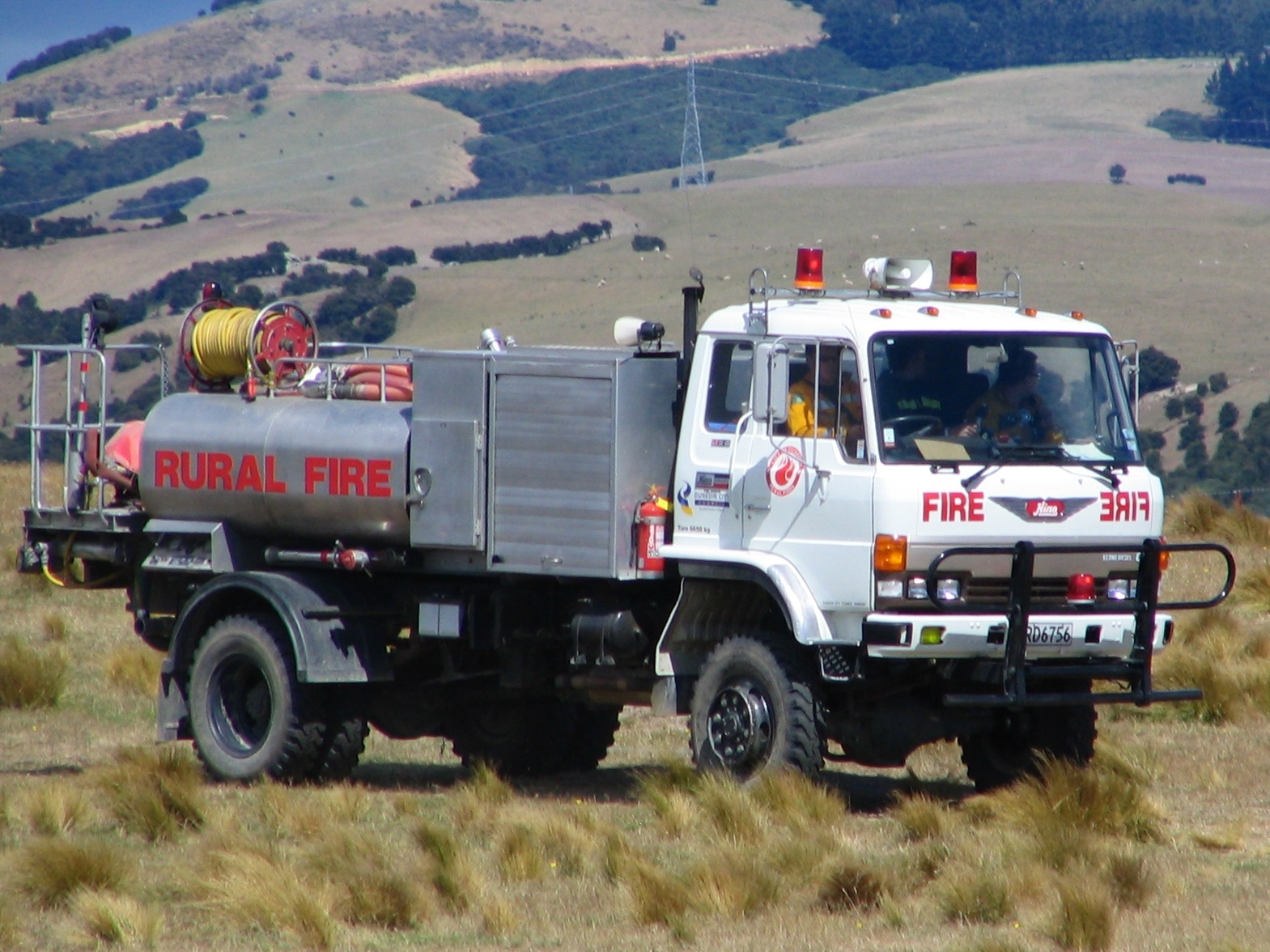
後期型 海外仕様車
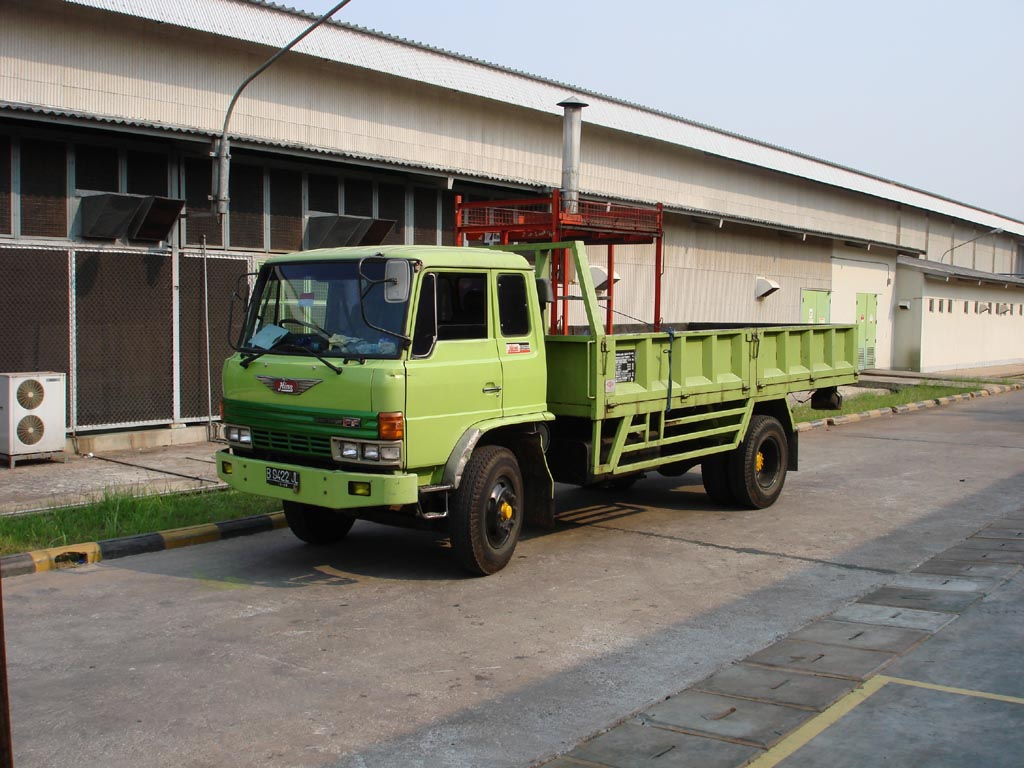
日本国外仕様 スーパ ー レンジャー FF

## 4代目（1989年-2001年）

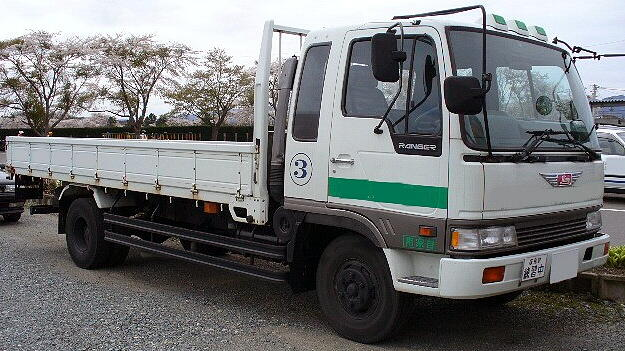
クルージングレンジャーGD
教習車

- 1989年7月登場。通称クルージングレンジャー。コマーシャルにはアメリカの女優ダイアン・レインが出演した。エンジンは平成元年排出ガス規制適合のH07Dを搭載。ヘッドライトは異型2灯を採用した（一部の輸出向けは角型4灯を継続）。キャッチコピーは「人と街に響きあう」「トラックを脱いだ」「トラックの流れをつくった」「うつくしいとらっく」「あったかっこいい」「ドキドキさせたい」。フロントグリルが再びガンメタリック色になり、フェンダーガーニッシュも同じ色とされた。ワイドキャブは長らくキャブ側面を張り出す方式を採用していたが、このモデルからキャブ自体の幅を広げる方法に改められた。
- 1989年9月、7t積「FF」を追加。
- 1989年10月、インタークーラーターボエンジン車を追加。
- 1990年5月、4t積「FD」にリヤエアサスペンション車、8t積「FG」、3軸低床「GK」（6×4）、高床パートタイム4WD車「FT」を追加。
- 1992年12月、マイナーチェンジ。OHC・24バルブのJO8Cエンジンを追加。JO8Cカーゴ系全車にチューブレスラジアルタイヤを標準装備。ABS、車間距離警報装置、代替フロンガス使用のエアコンをオプション設定。
- 1993年3月、低床フルタイム4WD車「FX」（4t積）が登場。
- 1994年10月、マイナーチェンジ。通称ライジングレンジャー。エンジンをJ05C、J07C、J08Cに変更して中型トラックでは最も早く平成6年排出ガス規制（KC‐）に適合し、ウイングマークを廃しHを模したCIが初めて採用された。キャッチコピーは「トラックを好きになってください」「これがニッポンのトラックだ」。大型車と共にヘッドライト内側が丸くなっている。サイドウインカーの形状変更。サイドリフレクタがコーナーランプからサイドウインカー一体型になり、ヘッドライトと繋がるデザインに（プロフィアはコーナーランプ内蔵のまま）。助手席ウインドーは引違い式から巻き上げ式に変更。これに伴い、確認窓の面積が小さくなった。
- 1995年2月、ベッドレス車「FC」を追加。デーキャブレンジャー生産終了。
- 1995年5月、3.5t積モデル「FB」をトヨタへOEM供給開始（1999年まで）。ダイナ・グランキャブ／トヨエース・グランキャブとして発売される。
- 1996年、J08Cエンジンにコモンレール噴射システムを採用。
- 1997年8月、5.5t積車に低床フルタイム4WD「GX」を追加。
- 1999年3月、マイナーチェンジ。通称スペースレンジャー。ABS、サイドドアビーム、運転席エアバッグが標準装備され、ドアハンドルが金属製から樹脂製に変更された。平成10年排出ガス規制適合。キャッチコピーは「21世紀のスタンダードへ」「レンジャー、極まる」。ヘッドライトリムがキャブ同色へ。フェンダーガーニッシュが大型化しステップ部分を覆う形状になる。フロントバンパーもデザインが新調され、ウインカー／フォグのコンビランプはいすゞ・ギガ、いすゞ・フォワード用をベースに灯室を2分割しフォグランプを足したものである。従って外形はいすゞ用と同じ。 翌2000年に登場する初代プロフィア最終型、通称テラヴィにもこのランプが装備される。

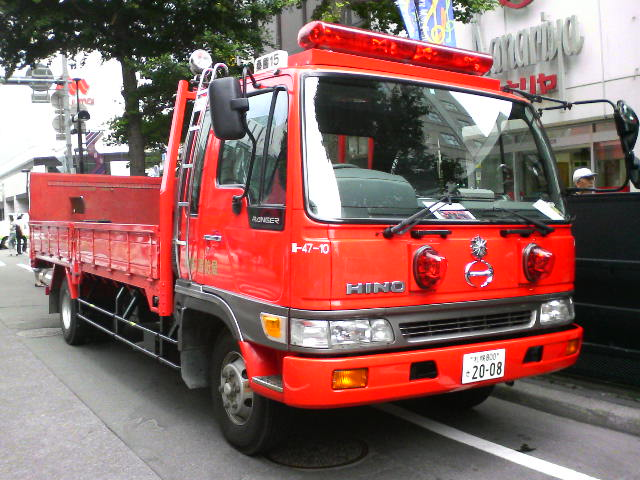
ライジングレンジャーFD
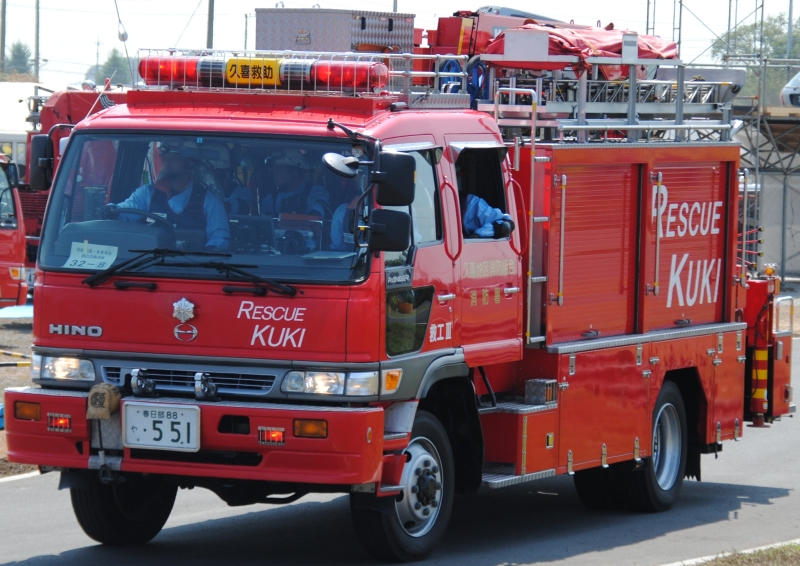
ライジングレンジャーGX 救助工作車
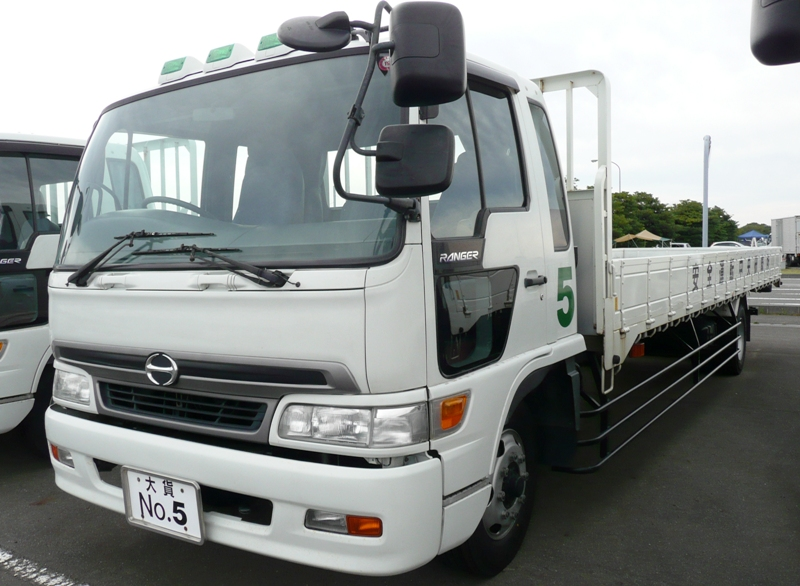
スペースレンジャーFE 教習車
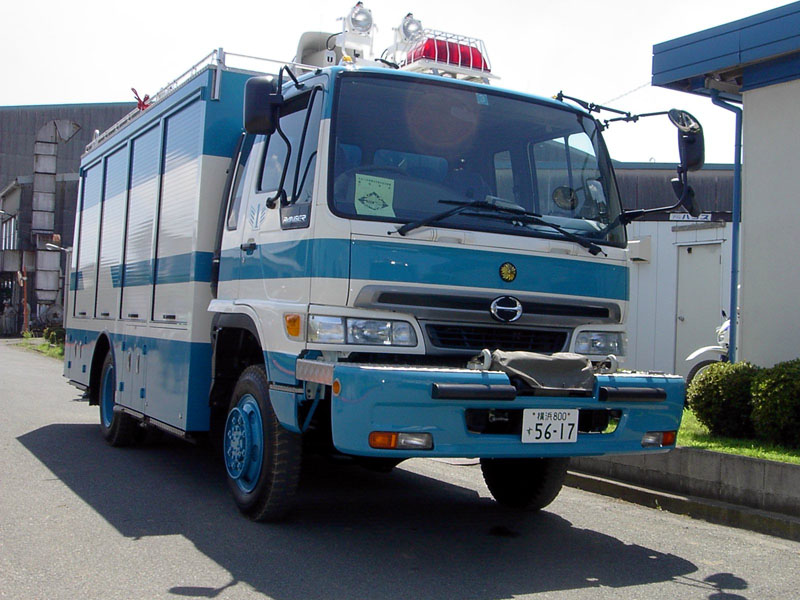
スペースレンジャーFT 機動隊レスキュー車
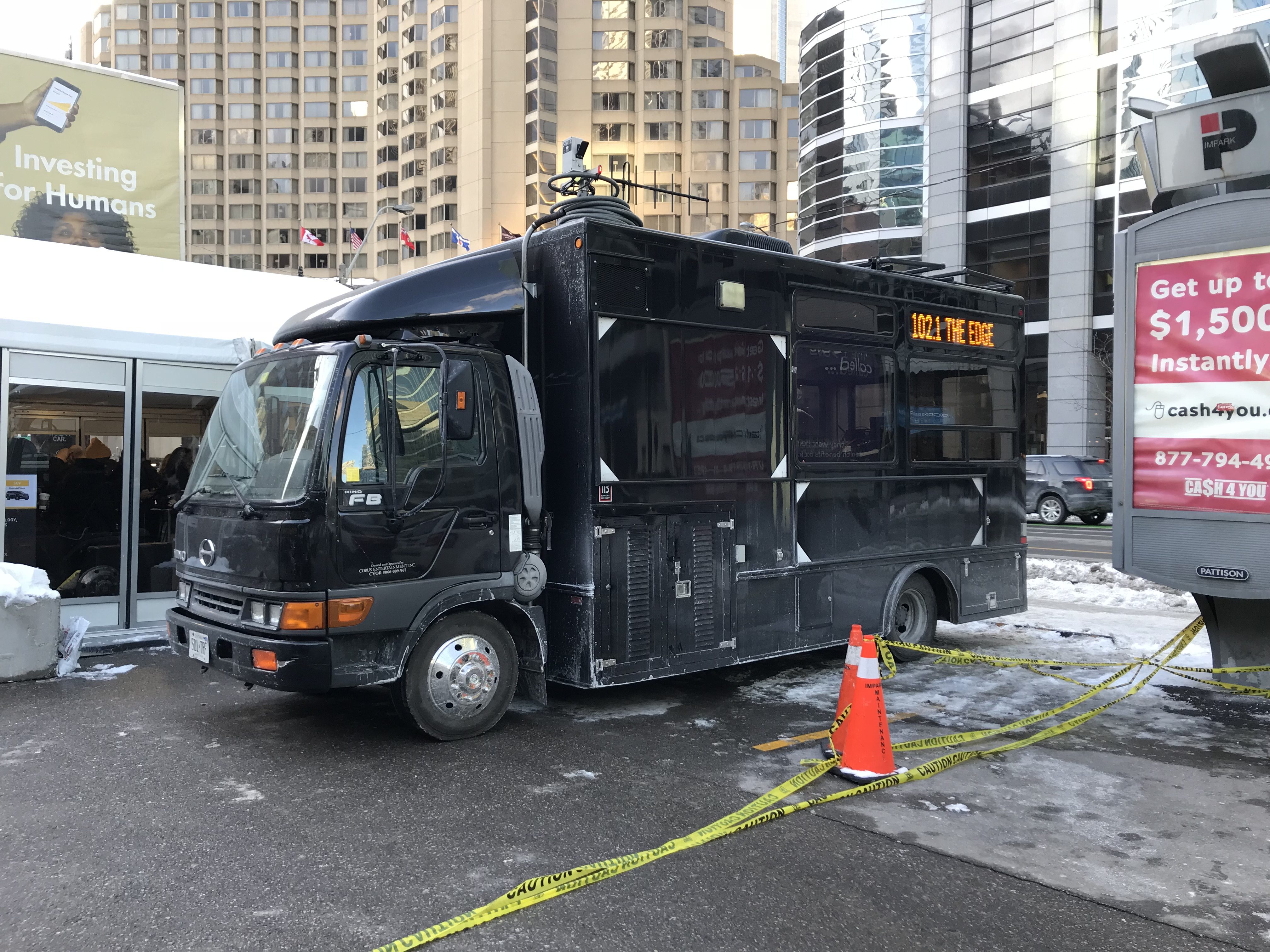
FB 角型4灯ライト採用の北米仕様
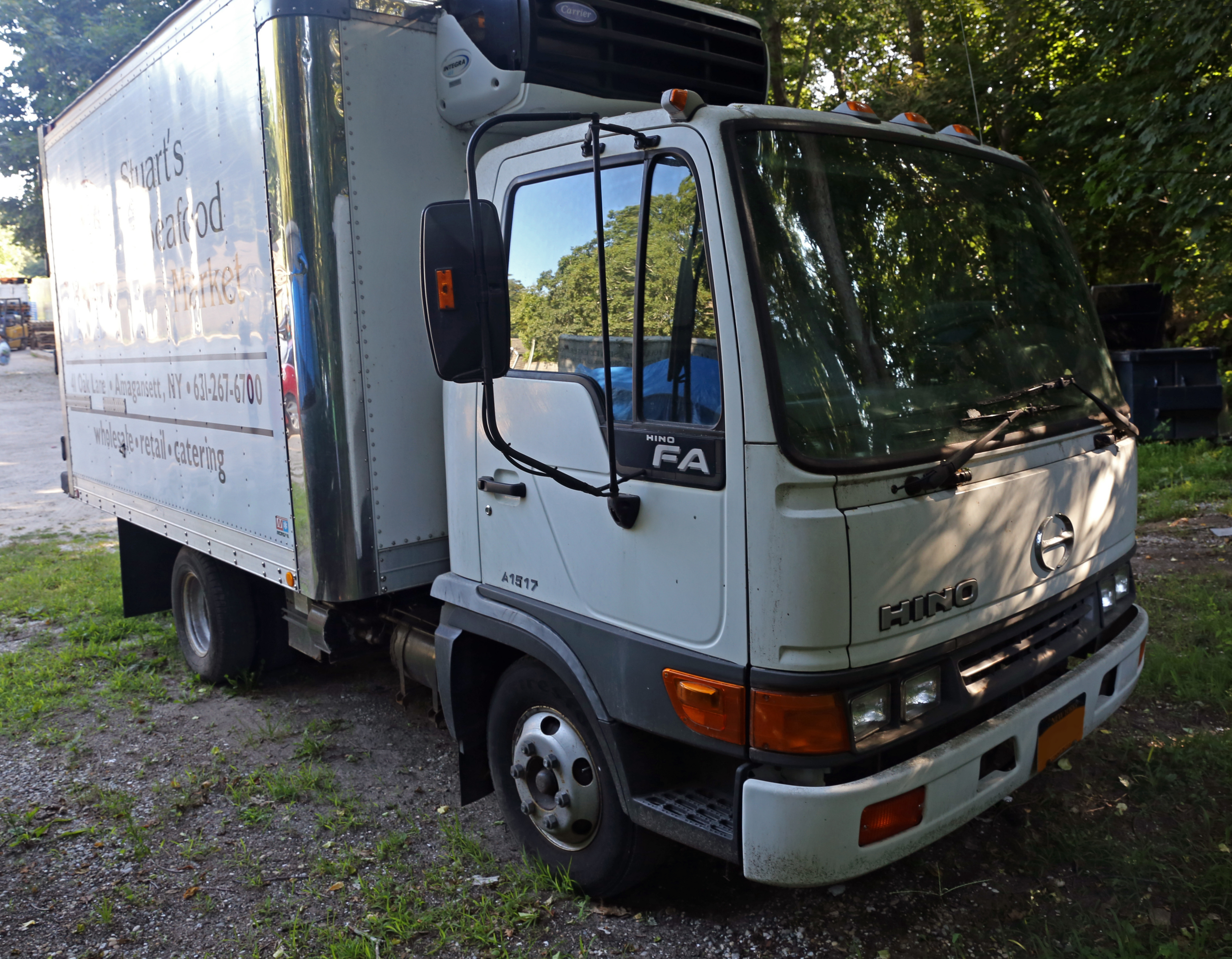
FA1517 (アメリカ合衆国)

## 5代目（2001年-2017年）

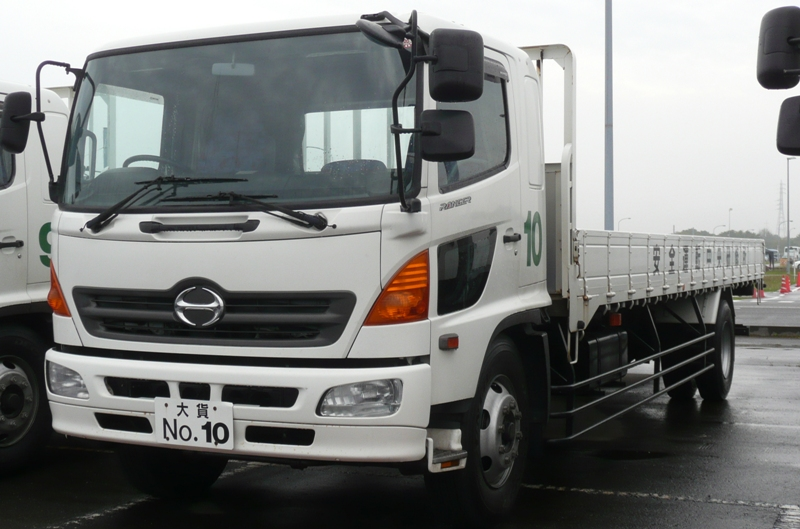
レンジャーFG

- 2001年12月、フルモデルチェンジにより、レンジャープロとなる。中型トラッククラスとして初めて、バンパー埋め込み型のロアヘッドライトが採用された[1]。当時放映されたCMは、オールCGで描かれロボットが時空を越えてレンジャープロに変形するというものだった。ヘッドライトの外形は後に登場するグランドプロフィア、2代目セレガとも共通である。ただし大型用のプロジェクターライトは純正では設定されていない。キャッチコピーは「トラックの進化は未来からやってきた」。純正の3連テールは当初、橙レンズに赤リフレクタが付くタイプに増灯用を足して3連としたものだったが、途中から小糸製の3連タイプ（赤レンズにリフレクタ）に変更される。2連タイプは2017年まで橙レンズに赤リフレクタがあるタイプが引き続き装着された。
- 2002年 9月、低公害車LEタイプ車の設定、グッドデザイン賞を受賞。
- 2003年 4月、エアサス車の拡大、超低PM車の設定。
- 2004年、マイナーチェンジ。サブネームを使わずに日野・レンジャーと名乗る。グリルの色を黒からグレーに変更。エンジンは直噴コモンレール式インタークーラーターボを全車に搭載。J05D、J07E、J08Eに変更され、超低PM排出85%に認定。FC（ショートキャブ）にハイブリッド車、4WD車に高床仕様の「FT」（消防車仕様のみ）をそれぞれ追加。
- 2005年 5月、新長期排出ガス規制に適合、CNG車の設定。
- 2006年 10月、全車低排出ガス重量車(排ガス記号BDG-)に認定。
- 2007年2月、積載性のある中型免許対応車を新規設定、重量車燃費基準達成車を追加、全車にエンジンイモビライザーとマルチ・インフォメーション・システムを標準装備。
- 2008年 9月、ハイブリッド車が新長期排出ガス規制に適合、機械式AT(Pro Shift 6)搭載車を追加。
- 2010年、GVW12トン超車が平成21年（ポスト新長期）排出ガス規制に適合。同時にクリーンディーゼルシステム「AIR LOOP」を採用。運転席側ミラーステー、ヘッドライトのリフレクタ形状が変更され、内装が黒と青の２トーンから黒一色を基調としたものへ、サイドウインカーを形状変更される。
- 2011年、GVW8t-11t車が平成22年（ポスト新長期）排出ガス規制に適合。同時に「AIR LOOP」システムを採用。又、フロントアンダーランプロテクター（4WD車はオプション）が採用され、運転席側サイドミラーをドアミラーに変更し、運転席側アンダーミラーを標準装備とした。同時にGVW8t車のトレッドを拡大。
- 2014年、灯火器規制対応の為、アッパーヘッドライト車のヘッドランプを同社既存の2代目ポンチョ用とほぼ同サイズのマルチリフレクタータイプの丸型2灯式に、ヘッドランプカウル部分の塗装を車体色からガンメタリック単色にそれぞれ変更。

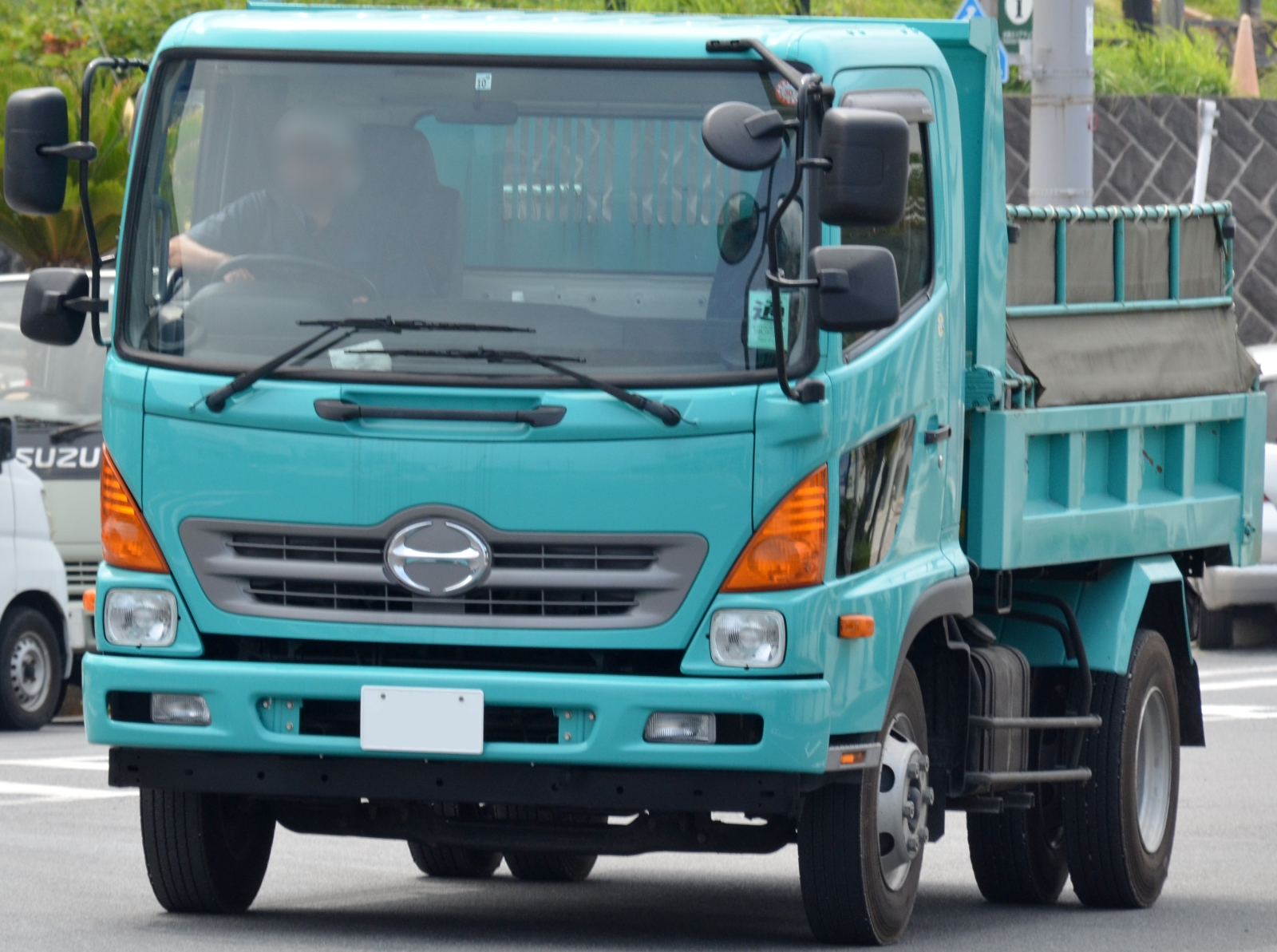
レンジャーFC（キャブライト仕様）
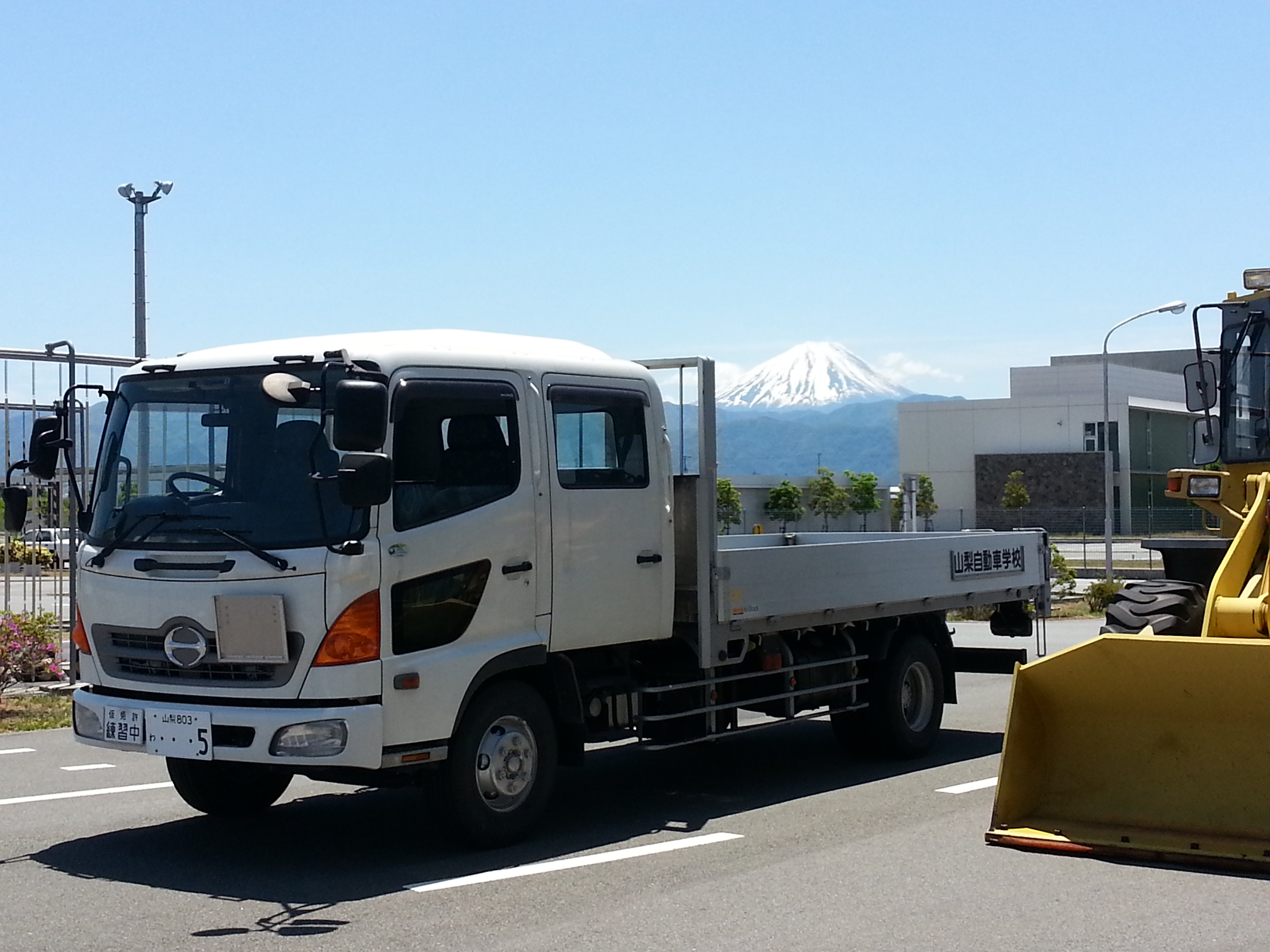
レンジャーGD（ダブルキャブ教習車）
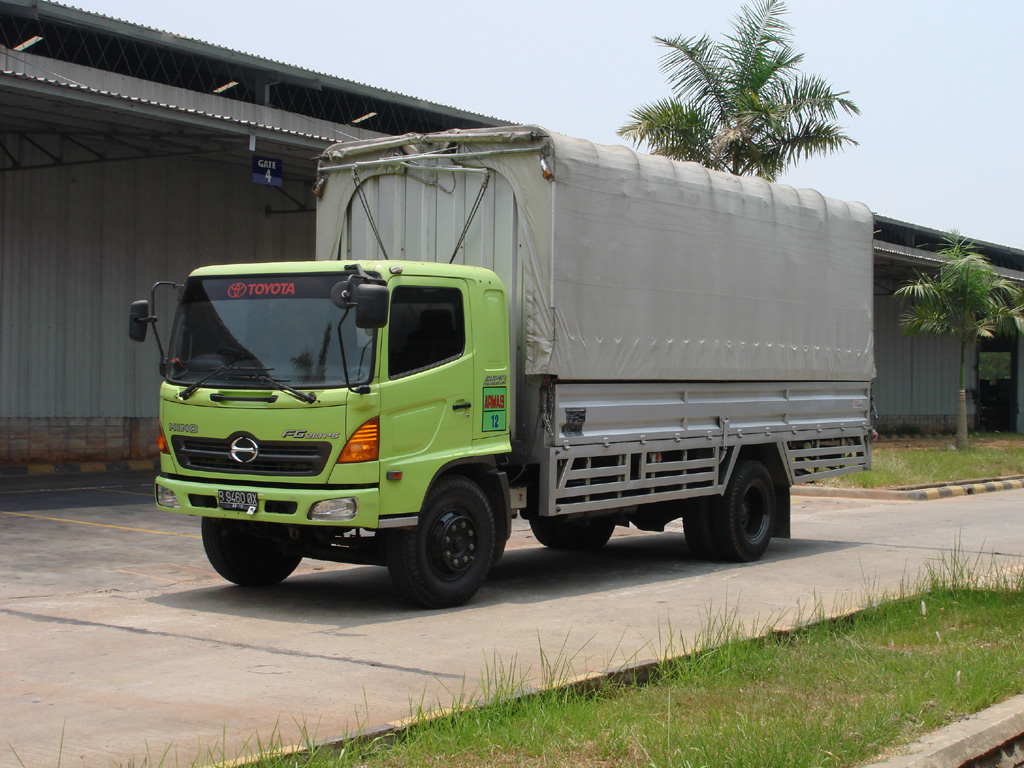
スーパーレンジャーFG
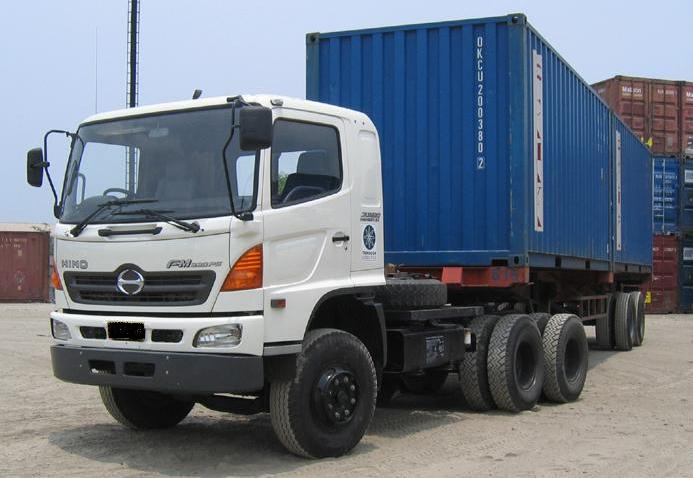
レンジャーFM（セミトラクタ）
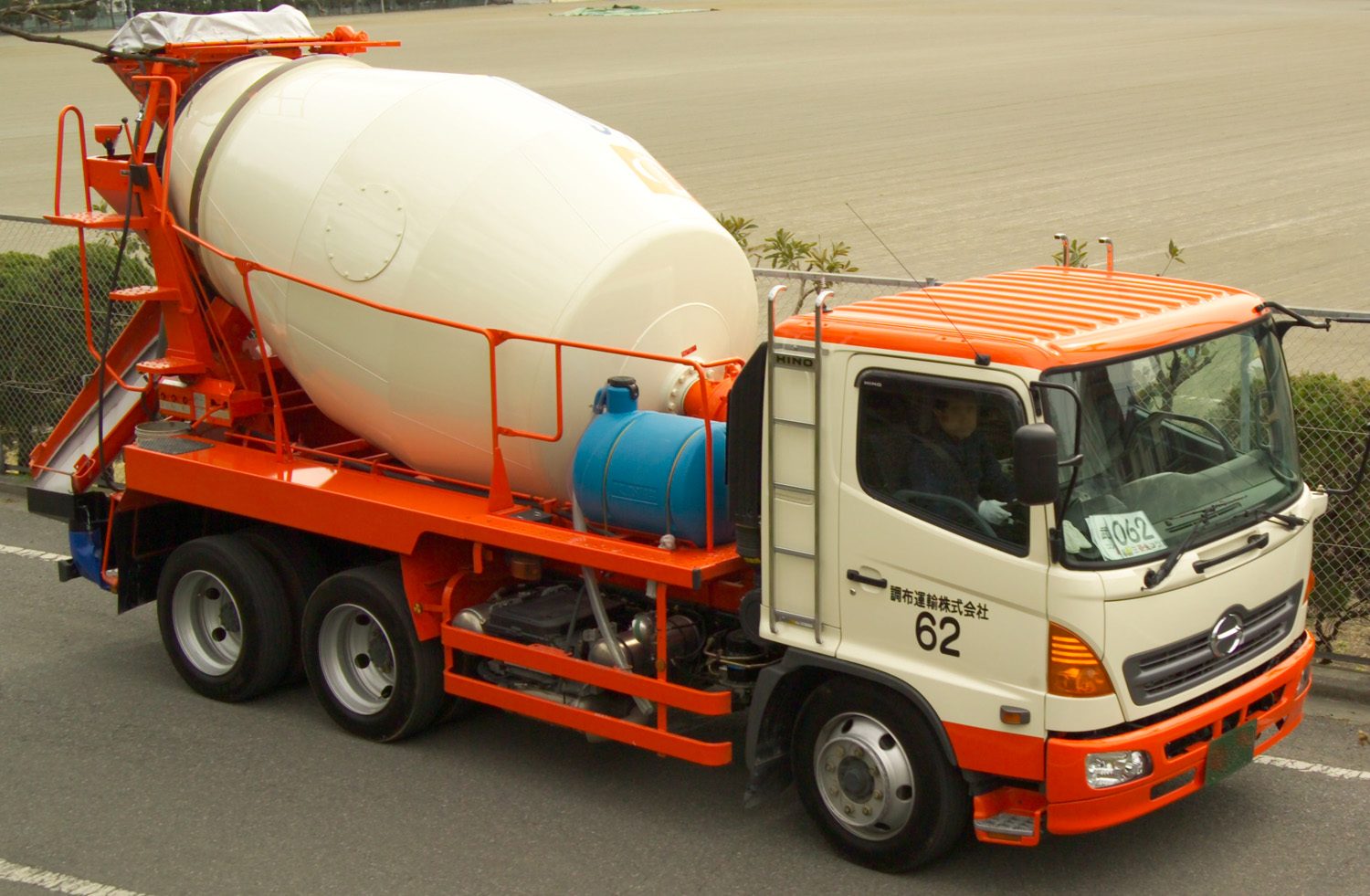
レンジャーGK
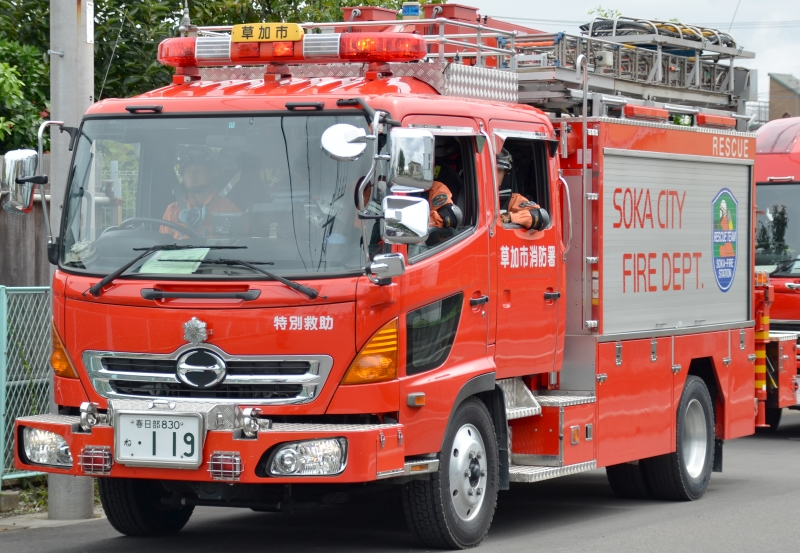
レンジャーGX 救助工作車（草加八潮消防組合）
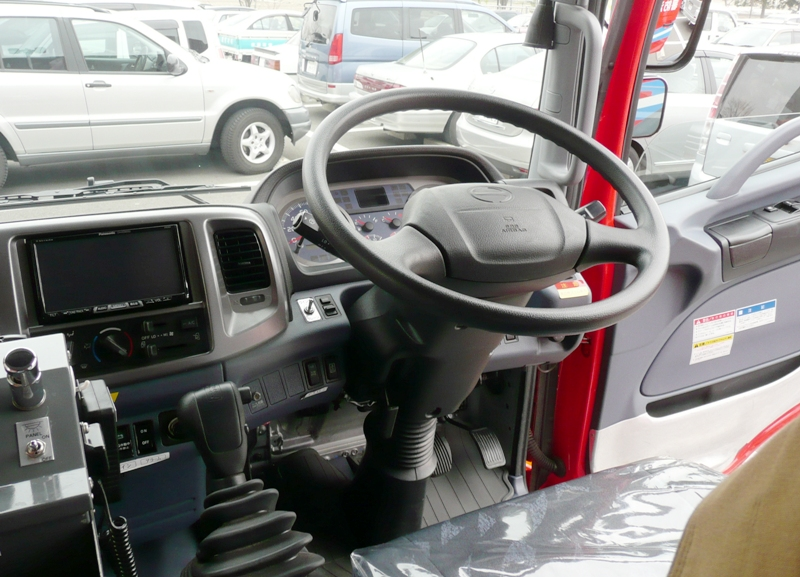
車内（AT車）

## 6代目（国外仕様：2015年- 、国内仕様：2017年 - ）

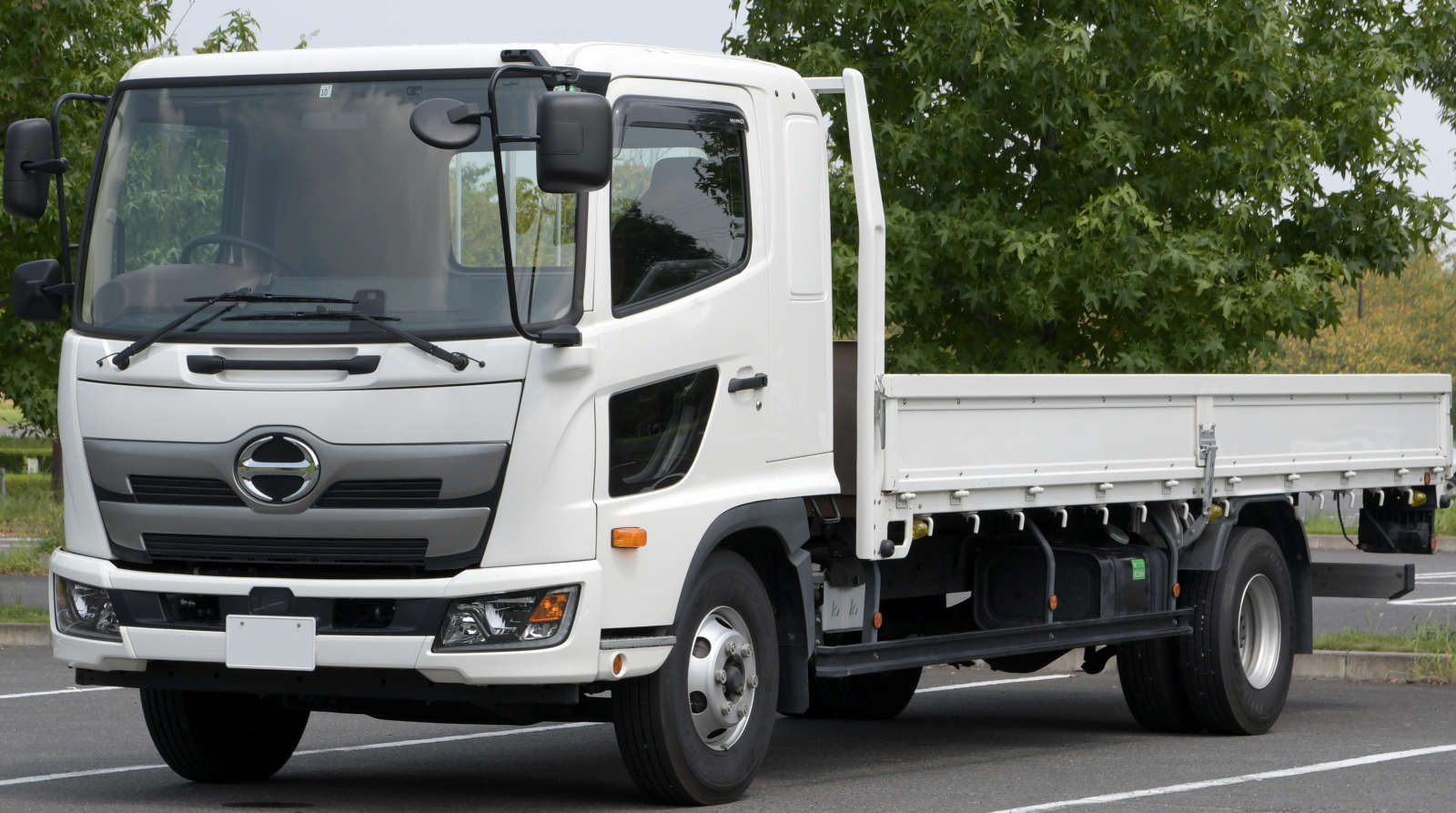
レンジャーFD

- 2015年1月15日、世界に先駆けてインドネシアで新型500シリーズ (NEW GENERATION RANGER) が発表された[2][3]。
- 2017年4月5日、国内仕様を約16年ぶりにフルモデルチェンジ。通称１７レンジャー。旧型車同様、一部特装系の標準キャブ仕様車に限り、ヘッドライトがキャビンに取り付けられた「ヘッドランプ移設車」のメーカーオプションが設定される[4]。長らくレンジャーの特徴でもあった橙レンズに赤いリフレクタがつく角型テールに別れを告げ、テールランプは新たに小糸製の新開発されたバックランプ一体型が装着されるようになる[5]。従来の2連テールと同じ規格・サイズで互換性もあり、レンズ面積が５：５から６：４に変更されており、赤ランプ内の反射鏡も２分割された。これによって電球式の３連テールは事実上消滅している。新開発の5.1L・直列4気筒SOHC16バルブ直噴ディーゼルを用いたA05C型エンジンが全車に搭載され、210psエンジン搭載車と190psエンジン搭載車はDPR-IIを採用し、尿素フリーを実現[6]。260psエンジンには2段過給ターボを採用。トランスミッションはカーゴ系の一部車種に、セレクターがダイヤル式のAMT（Pro Shift6またはPro Shift7）を設定。プロフィア同様に安全装備の充実が図られ、 プリクラッシュセーフティ、車線逸脱警報装置、VSC（車両安定制御装置）が全車に、スキャニングクルーズIIが260psエンジン搭載車と240psエンジン搭載車に（210psエンジン搭載車と190psエンジン搭載車はオプション設定）、ドライバーモニターがカーゴ系（ダンプ・ミキサーはオプション設定）にそれぞれ標準装備された。通信により車両情報を日野に送るICTサービス機能を装備している[7]。
- 2017年9月6日、GVW16tクラスのFGとGVW20tクラスのGKを追加（発売は9月21日）[8]。
- 2017年10月4日、2017年度グッドデザイン賞を受賞[9]。
- 2018年1月12日、東京オートサロンに出品される[10]。
- 2019年4月10日、一部改良（発売は5月6日）。ヘッドライト操作を自動で行うオートマチックハイビームとオートヘッドランプを、一部特装系を除くLEDヘッドライト車に標準装備した他、可変配光型LEDヘッドランプをエアサス車にオプション設定した。ドライバーモニターも設置位置をインパネからピラーに変更し、サングラスやマスク着用時並びに運転姿勢が崩れた場合にも検知する様に精度向上が図られ、ドライバーモニターIIとなった。また、ハンズフリー機能付きBluetooth対応オーディオを全車型に標準装備した他、2019年9月1日より搭載が義務化される車載式故障診断装置（J-OBDⅡ）にも対応している[11]。
- 2021年8月2日、一部改良。オートヘッドランプ、サイトアラウンドモニターシステムを全車型に標準装備した他、プリクラッシュセーフティは自転車運転者検知機能や夜間歩行者検知機能が追加された。また、ドライバー異常時対応システム(EDSS)を一部車型に標準装備した。ドライバー異常時対応システムは、異常自動検知型と押しボタン型の併用で、異常自動検知型はドライバーモニターⅡや車線逸脱警報と連動し、異常を感知すると自動的に停止する。押しボタン型はドライバー自身がEDSSスイッチを押すことで作動する。ドライバーによるEDSSスイッチの誤操作対策として、EDSSキャンセルスイッチも装備している[12]。
- 2022年1月13日、メーカー完成車シリーズ（VQシリーズ）のVQウイングバンのラインナップを拡大。2022年1月以降におけるトランテックス製荷台のVQウイングバンの製造は、日野自動車古河工場にて一貫して行い、シャシーの製造はは日野が、ボディ架装はトランテックスがそれぞれ担当する[13][14]。
- 2022年3月4日、DPR-II（HC-SCR）搭載車がエンジン不正問題により出荷停止[15]。
- 2022年3月29日、DPR-II（HC-SCR）搭載車が国土交通省から型式指定の取消処分を受ける[16]。
- 2022年8月2日、エンジン不正問題に伴う国土交通省の指導により、DPR+尿素SCR搭載車が出荷停止[17][18]。
- 2022年11月1日、同年9月9日に国土交通省からDPR+尿素SCR搭載車の出荷再開を認めたことを受け、DPR+尿素SCR搭載車の生産を再開する予定[19][20]。

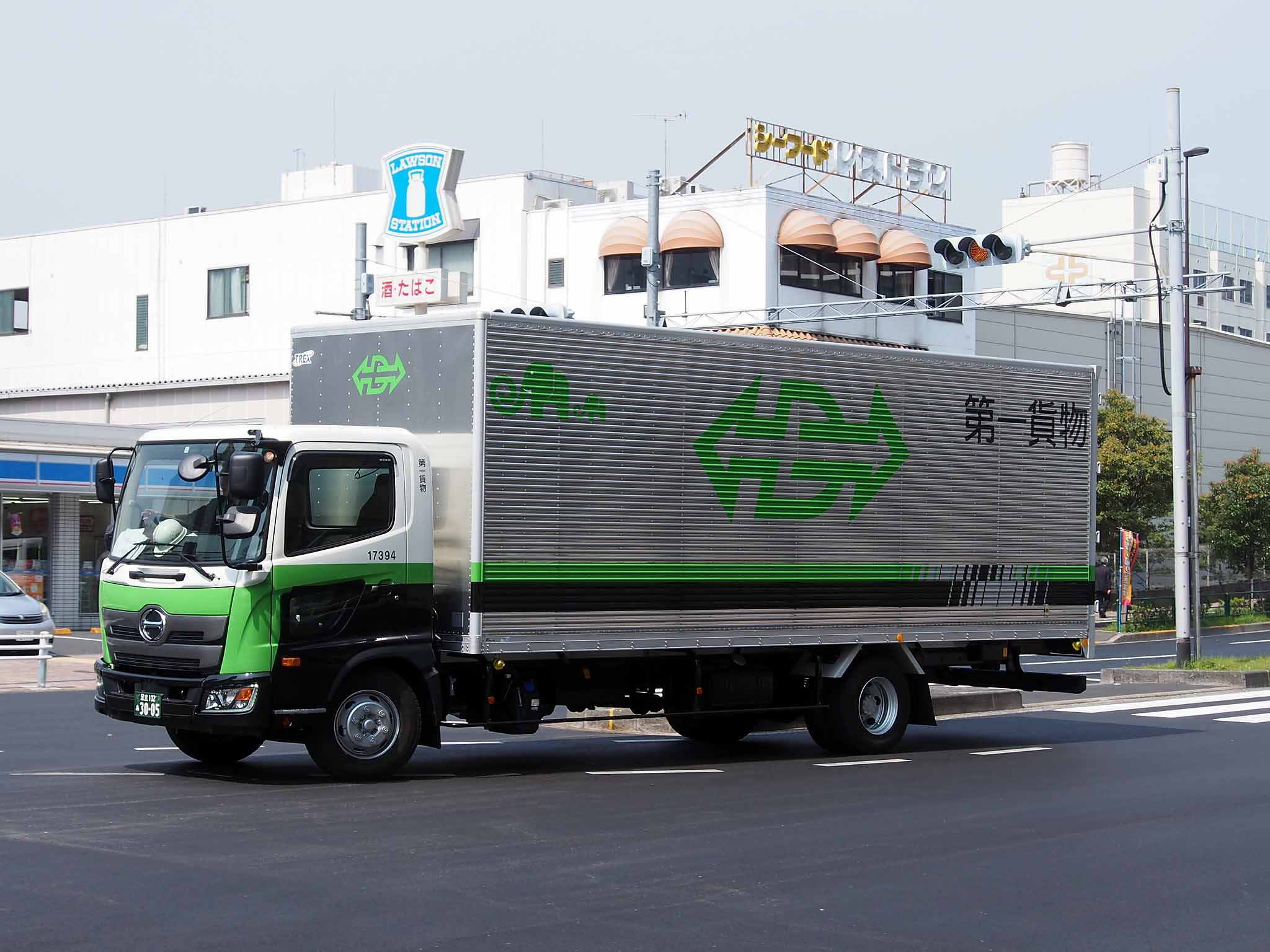
レンジャーFC
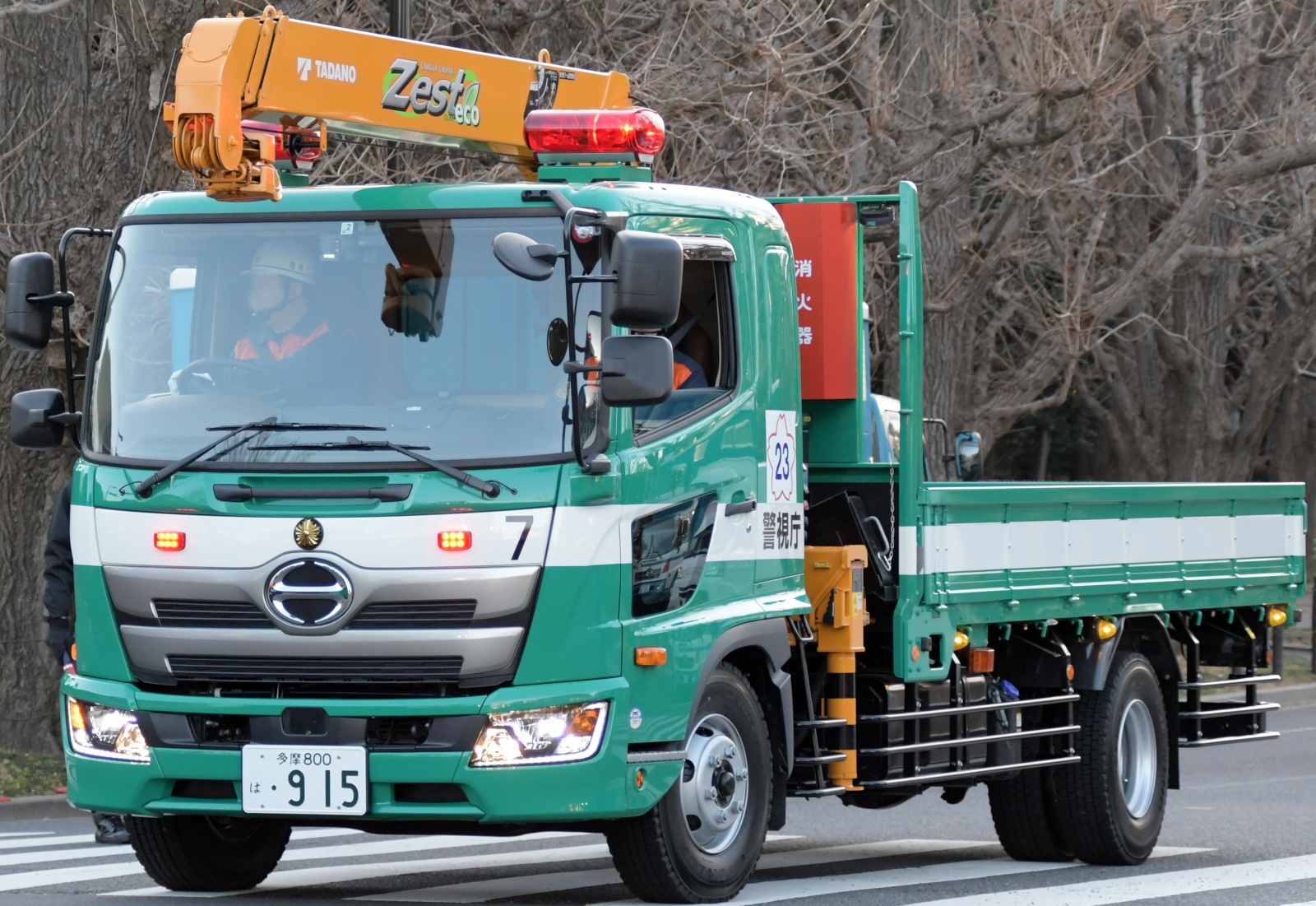
レンジャーGD
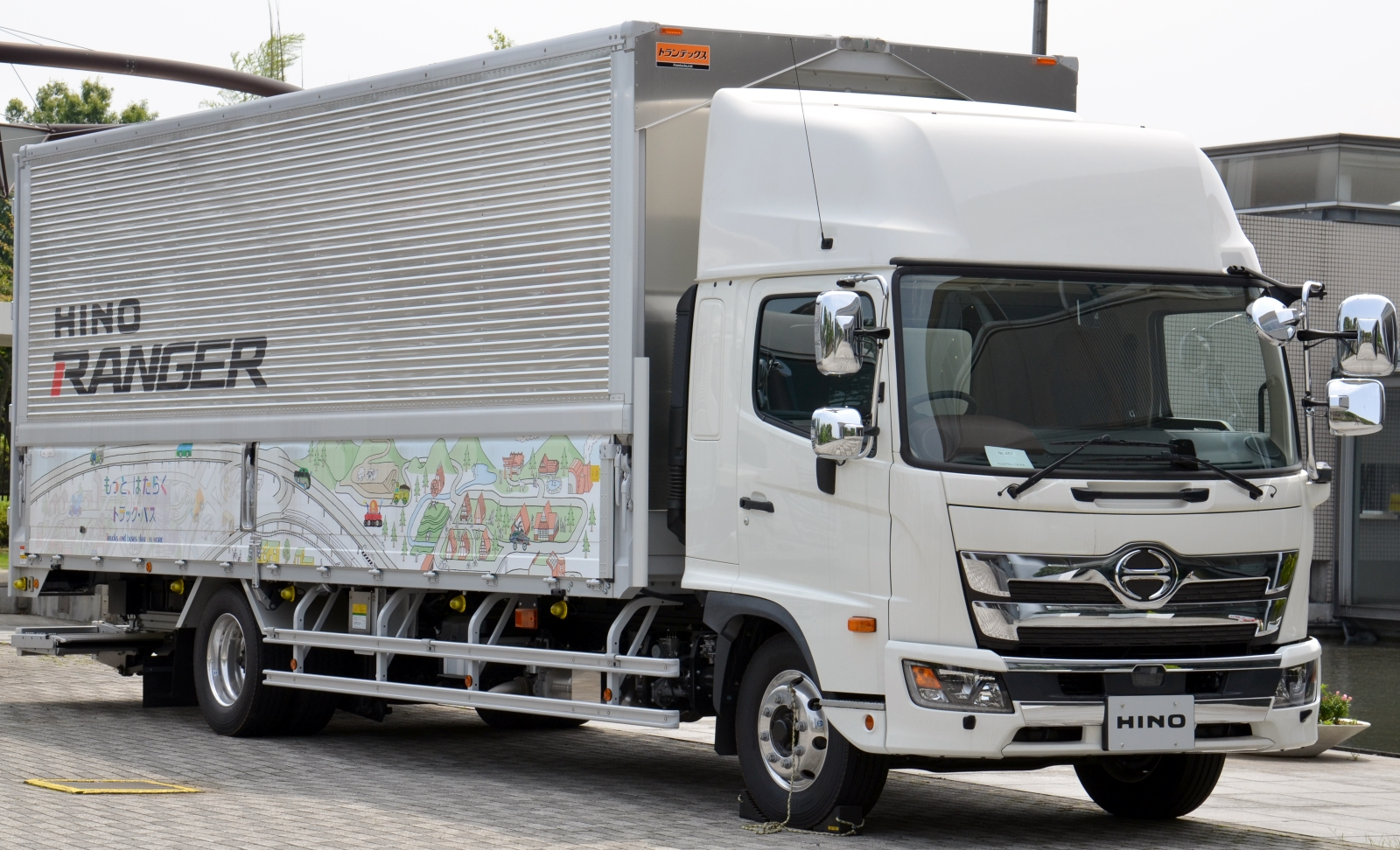
レンジャーFE ハイルーフ
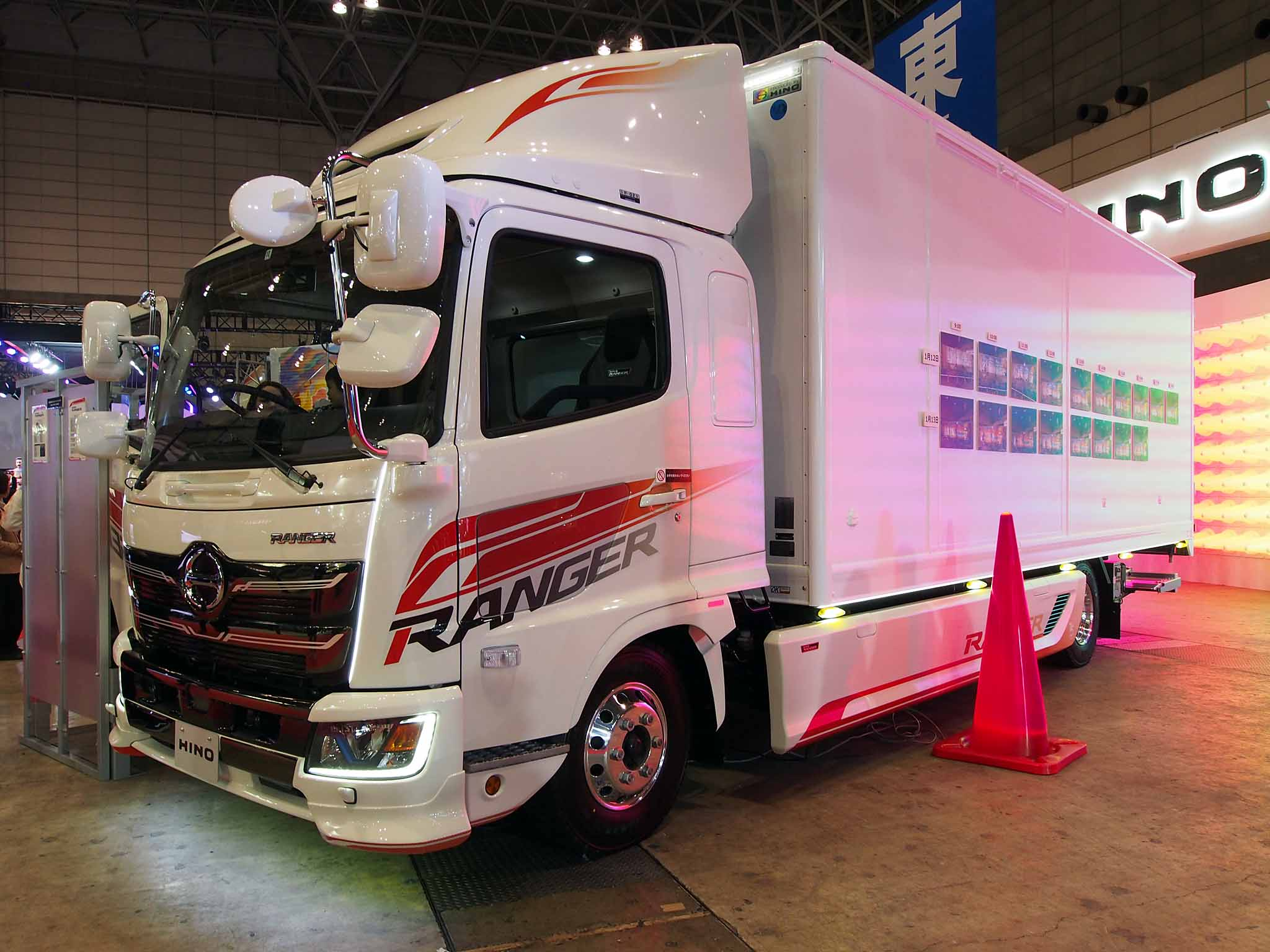
レンジャーFD 東京オートサロン2018展示車両（冷凍車仕様）
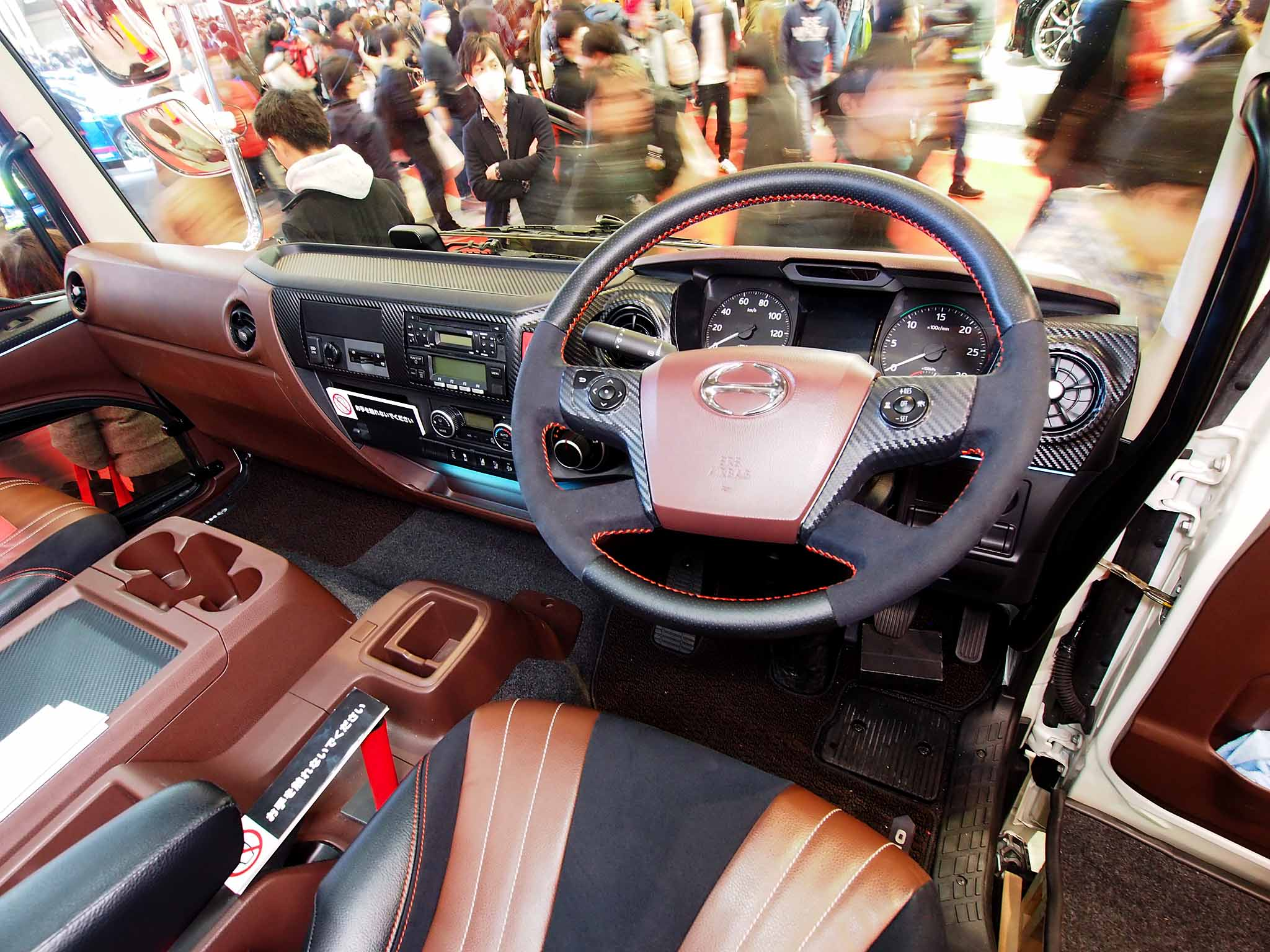
運転席
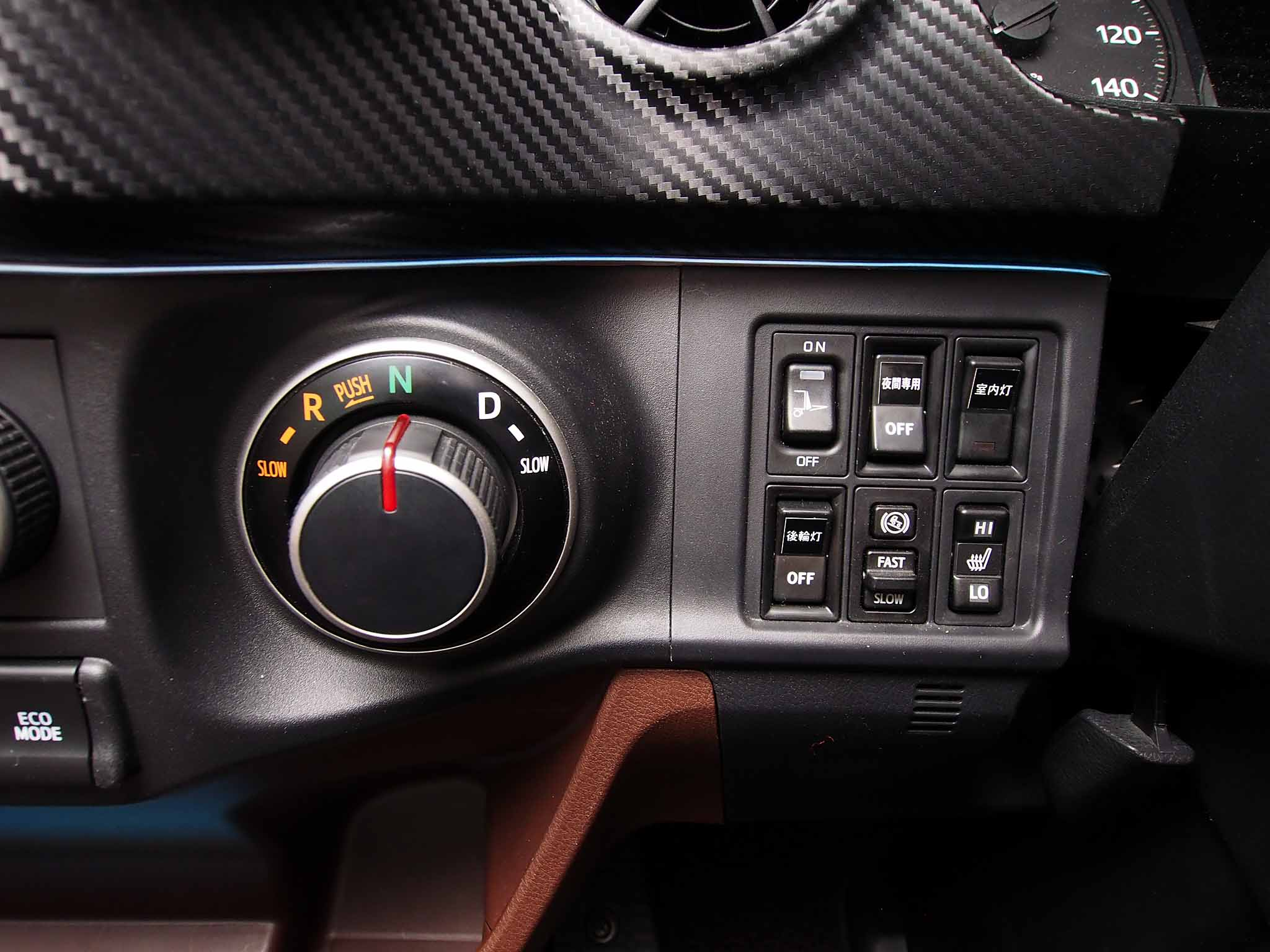
Pro Shiftセレクター
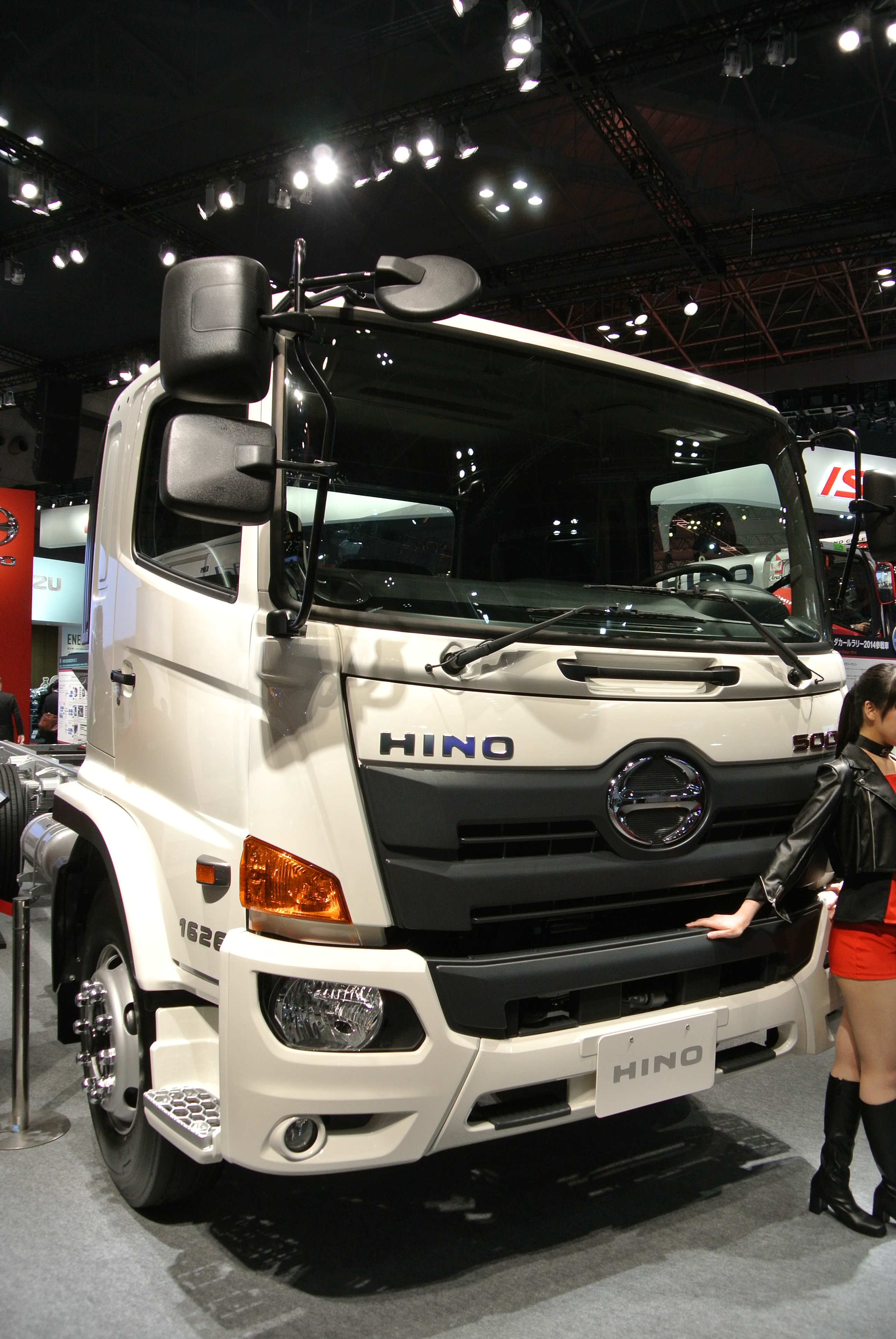
国外仕様500

## ラインナップ

### 初代・2代目（1964年-1984年）
- KM（駆動2-4D、積載4tクラス、ショートキャブ）
- KQ（駆動2-4D、積載4tクラス、フルキャブ）
- KL（駆動2-4D、積載4tクラス、フルキャブ）
- KL-S（駆動2-4D、積載4tクラス、フルキャブ）
- KL-SS（駆動2-4D、積載4tクラス、フルキャブ）
- KL-SD（駆動2-4D、積載4tクラス、フルキャブ）
- KR（駆動2-4D、積載6tクラス、フルキャブ）
- KJ（駆動2-4D、コンテナ専用、積載6tクラス、フルキャブ）
- KU（駆動2-4D、車両運搬用、積載6tクラス、フルキャブ）
- WB（駆動2D-4D、パートタイム4WD、積載4t〜5tクラス、フルキャブ）

### 3代目以降（1980年-）
- FB（駆動2-4D、積載3.5tクラス、ショートキャブ）
- FC（駆動2-4D、積載4tクラス、ショートキャブ）
- FD（駆動2-4D、積載4tクラス、フルキャブ）
- GC（駆動2-4D、積載6tクラス、ショートキャブ）
- GD（駆動2-4D、積載6tクラス、フルキャブ）
- FJ（駆動2-4D、積載8.5tクラス、ショートキャブ）
- FE（駆動2-4D、積載8.5tクラス、フルキャブ）
- FG（駆動2-4D、積載9tクラス、フルキャブ）
- KK（駆動2-4D・4D、積載8.5tクラス、フルキャブ、3代目）
- GK（駆動2-4D・4D、積載11.5tクラス、フルキャブ、4代目-）
- FX（駆動2D-4D、フルタイム4WD、積載4tクラス、フルキャブ）
- GX（駆動2D-4D、フルタイム4WD、積載6tクラス、フルキャブ）
- FT（駆動2D-4D、パートタイム4WD、積載量4tクラス、フルキャブ）
- SG（駆動2-4D）
- FM（駆動2-4D・4D）
日本国外向けにはセミトラクタの設定もあり、日本仕様にはないP11Cエンジンを搭載している。

## デーキャブレンジャー（1984年〜1999年）

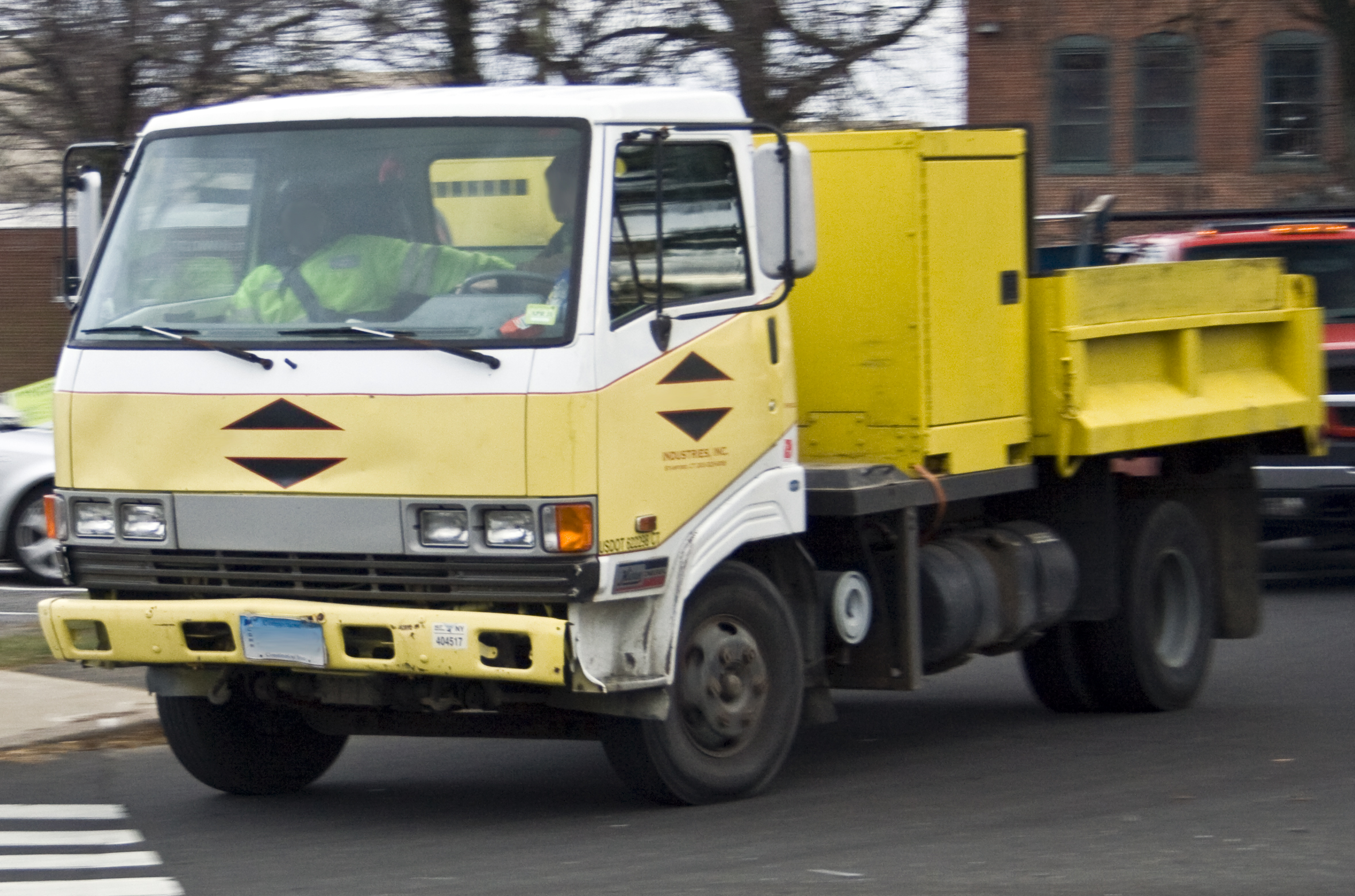
デーキャブレンジャー前期型
海外仕様車

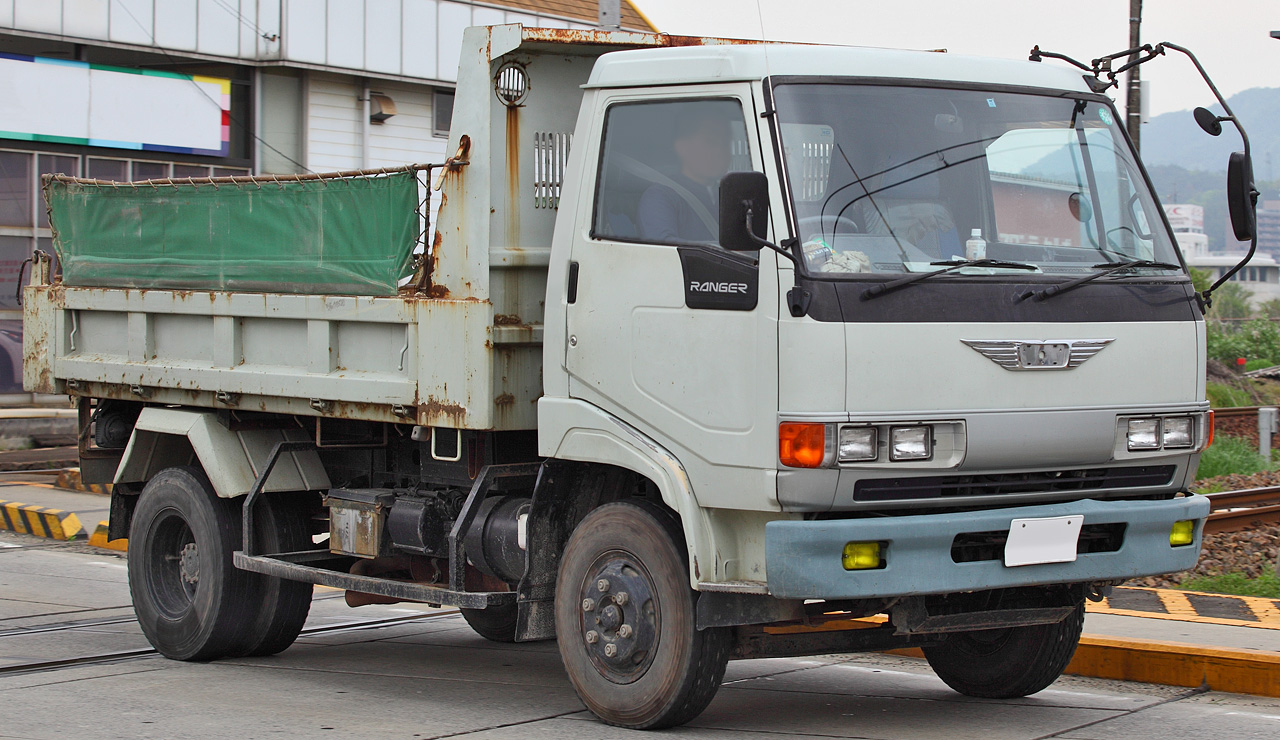
デーキャブレンジャー後期型

- 1984年6月、レンジャー3M（KM・初代レンジャー）を20年振りにフルモデルチェンジして登場したショートキャブ仕様。3.5t積のFB（3B)と4t積のFC（4C）がある。ライバル車[21]が小型トラックのキャブを流用したのに対し、日野は当時小型トラックの自社生産を行っておらず、ダイハツ工業からのOEMだったため（トヨタ・ダイナ、ダイハツ・デルタ）キャブは中型ショートキャブ専用設計になっているのが特徴である。キャッチコピーは「でっかい、いち日」。

通常のレンジャーとは異なる外観であり、簡単に区別できるよう縦型のアウタードアハンドル、角目4灯ヘッドライトを採用し差別化を図っていた。エンジンはW04D型、W06D型、H07C型の3種類。
- 1987年4月、マイナーチェンジ。フロントグリルや内装のデザインを変更。
- 1988年11月、マイナーチェンジ。フロントグリルを変更。
- 1989年2月、4Cダンプに特別仕様車「イエローバージョン」発売。
- 1990年5月、ビッグマイナーチェンジ。フロントグリル、キャブドアのデザインを変更。平成元年排出ガス規制適合。キャッチコピーは「アクティブ・スリム」「人と空間の最先端に」。
- 1991年、デーキャブレンジャーをベースにディーゼルハイブリッドのHIMR塵芥車を開発。
- 1995年2月、ライジングレンジャーに統合される形で生産終了。但し、HIMR仕様は、その後も1999年まで生産が継続された。

## ダカール・ラリー

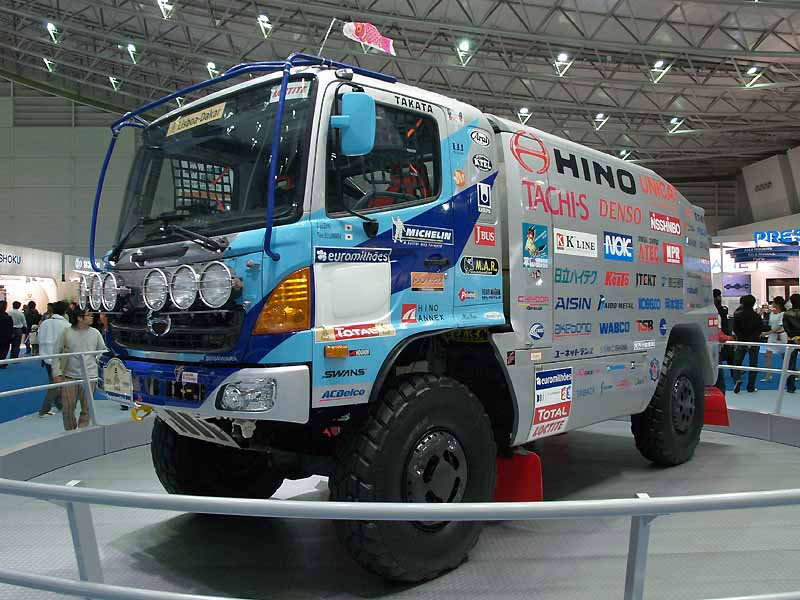
ダカール・ラリー参戦車両（2007年）

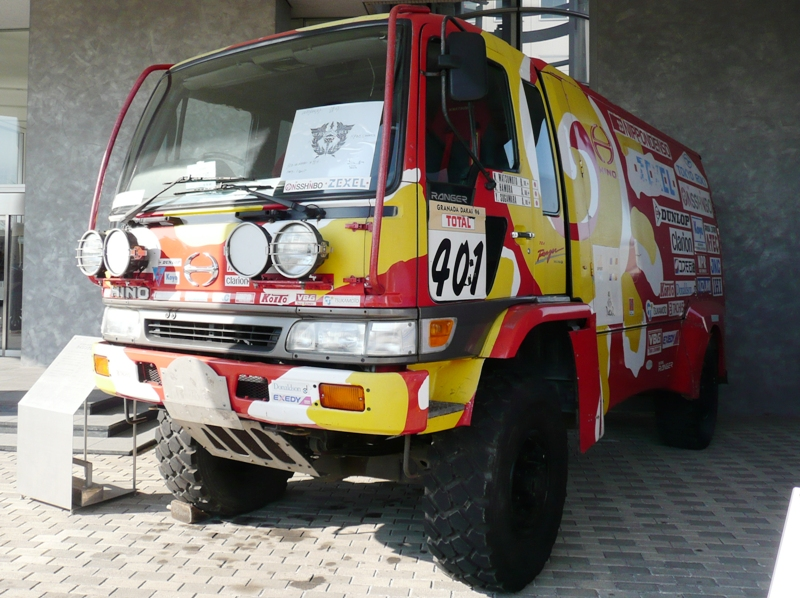
ダカール・ラリー参戦車両（1996年）

特記事項としてラリーレイド、特にダカール・ラリーへの参戦が挙げられる。
日野自動車創立50周年記念の社内提案がきっかけで1991年の第13回大会に参戦、以降日本車で唯一カミオン（トラック）部門に連続して参戦しており、1997年にはこれも日本車で唯一のカミオン部門総合優勝、および表彰台独占を成し遂げている。部門総合では排気量20Lにも及ぶカマズ（ロシア）やタトラ（チェコ）、DAFとGINAF（ともにオランダ）、同じ10L未満クラスではイヴェコ（イタリア）やメルセデスやMAN(ともにドイツ)等の欧州勢を相手にトップ争いを繰り広げた。小排気量でトラックとしては小柄な車体ながらも大排気量車に伍する戦いぶりを見せることから、『リトルモンスター』の異名を取っていた。

### 技術仕様
消防車仕様の四輪駆動車「FT」をベースとしている。スペックは2013年バージョンで長さ6.15m×幅2.4m×高さ3.05m、ホイールベース3.75m。排気系や動弁系は菅原義正も若い頃縁のあったヨシムラが2013年から供給に関わっている。チューニングを施された排気量8LのJ08Cエンジンの最高出力は485PSで、600〜1000馬力のライバルには劣る。しかし小柄なボディゆえの取り回しの良さと総重量6-7tの軽さを武器に、大排気量・高出力エンジンを搭載するライバルを脅かすことは多かった。2000年代からシャシー・サスペンション面の大幅な進化に伴い部門全体の高速化が進み、2010年代は総合優勝を争うのが難しくなったが、それでも高頻度でトップ10入りを果たしている。
ライバルたちが公認取得条件の最低生産台数15台以上をクリアして、事実上プロトタイプのマシンでミッドシップ車を繰り出してくるのに対し、日野は量産ベースのフロントエンジン車で戦い続けた。2009年にプロトタイプ規定が施行された際はフロントミッドシップに切り替えたが、冷却の問題から一旦市販車に戻し、2012年から再びプロトタイプで参戦している。
2014年バージョンでは1号車のエンジンがプロフィアに搭載されているA09Cに換装され、こちらは600PSを発揮する。2015年バージョンからは2号車のエンジンもA09Cに換装された。四輪駆動は参戦当初から2016年までパートタイム式だったが、2017年からセンターデフを用いた（前後50:50）のフルタイム式へ変更されている。

### 参戦体制
参戦当初の1991〜1992年は『エキップ・カミオン・ヒノ』というチーム名で日野自動車本体が菅原義正の日本レーシングマネージメント（JRM）の協力の元にワークス・チームを編成して参戦しており、マグナ・シュタイア社も車体開発協力に就いた。1991、1992年のドライバーはフランスF3選手権王者でル・マン24時間レース優勝者のフランス人ジャン＝ピエール・ジョッソー、シュタイア社のチーフエンジニアで工学博士のオーストリア人JP-ライフ（ヨハン＝ピーター・ライフ）、エアメカニック出身のベルギー人ジョセフ・プティの3人が務めた。ライフはプティは日本人に近い職人気質でチームに愛され、1992年にはチームメイトの壊れたギアボックスを引き取り、自分は1速と6速しか使えない状況で後半戦を走り切る器用さを見せた。またライフも3本足のマシンで走り切るなど、ダカールに慣れていないスタッフたちの想定を大きく上回る走りでチームに刺激を与えた。ライフとペティは1997年にも日野で参戦し、菅原と併せて1-2-3フィニッシュを達成した。
1992年のパリ-モスクワ-北京ラリー以降はJRMが母体となって参戦している。日野のワークス体制は1991〜1992年、1996〜1997年、2006〜2022年であり、それ以外はJRMの『チームスガワラ』（1993～1995年は『チーム子連れ狼』）によるプライベーター体制での参戦となっている。JRMは90年代半ばからル・マンの7km南に位置するテロッシェ村にガレージを持っており、村では英雄のような扱いを受けることもある。なお義正によるとこのガレージは元々はポルシェがル・マン24時間参戦の拠点としていたもので、スティーブ・マックィーンの917Kや生沢徹の904も整備していた工場であるという。
1995年の第17回大会からは、全国の日野自動車販売会社からチームのメカニックを選抜してダカール・ラリーに参戦する体制を採っている。
2019年4月に、1992年大会から出場してきた菅原義正が、2019年大会をもってダカール・ラリーからの引退を発表。チームスガワラと日野自動車は、2020年大会以降における菅原義正の後任ドライバーの選定を行い、2019年6月3日に2020年大会の体制を発表。車両はレンジャー2台体制から、レンジャー・600各1台体制に変更する他、1号車となるレンジャーのドライバーは義正の息子菅原照仁が、2号車となる600のドライバーはサミットレーシングプロモーションズ所属のオフロードレーサーの塙郁夫がそれぞれ務める。2021年大会は新型コロナウイルス感染症の影響で菅原1台体制に縮小されたと同時に、レンジャーとしては最後のダカール・ラリー参戦となった。
2022年大会は車両をレンジャーから600ハイブリッドへ変更し、2021年大会同様に菅原1台体制で参戦することとなって、レンジャーはその役割を終えた。しかし現在の600はレンジャーをベースにボンネット型にしたような構造となっており、その遺伝子は現在も生き続けている。

### 成績表
ダカール・ラリーにおけるレンジャーの総合成績。2000 - 2002年のみフロントエンジン四輪駆動車クラス、他は10リッター未満クラスの順位。2010年、2011年は市販車クラスでも1位を獲得。
| 年     | ドライバー     | 総合順位                 | クラス順位               |
| ------ | -------------- | ------------------------ | ------------------------ |
| 1991年 | J-P.ジョッソー | 7                        |                          |
| 1991年 | J-P.ライフ     | 10                       |                          |
| 1991年 | J.プティ       | 14                       |                          |
| 1991年 | J-C.シュマラン | リタイヤ（負傷）         |                          |
| 1992年 | J-P.ライフ     | 4                        |                          |
| 1992年 | J-P.ジョッソー | 5                        |                          |
| 1992年 | 菅原義正       | 6                        |                          |
| 1992年 | J.プティ       | 10                       |                          |
| 1993年 | 菅原義正       | 6                        |                          |
| 1994年 | 菅原義正       | 2                        |                          |
| 1995年 | 菅原義正       | 2                        |                          |
| 1996年 | 菅原義正       | 6                        | 1                        |
| 1996年 | 柴田英樹       | 11                       | 2                        |
| 1997年 | J-P.ライフ     | 1                        | 1                        |
| 1997年 | 菅原義正       | 2                        | 2                        |
| 1997年 | J.プティ       | 3                        | 3                        |
| 1998年 | 菅原義正       | 2                        | 1                        |
| 1999年 | 菅原義正       | 4                        | 1                        |
| 2000年 | 菅原義正       | 5                        | 1                        |
| 2001年 | 菅原義正       | 2                        | 1                        |
| 2002年 | 菅原義正       | 3                        | 1                        |
| 2003年 | 菅原義正       | 5                        |                          |
| 2004年 | 菅原義正       | 5                        |                          |
| 2005年 | 菅原義正       | 2                        | 1                        |
| 2005年 | 菅原照仁       | 6                        | 3                        |
| 2006年 | 菅原義正       | 5                        | 1                        |
| 2006年 | 菅原照仁       | 7                        | 3                        |
| 2007年 | 菅原照仁       | 9                        | 1                        |
| 2007年 | 菅原義正       | 13                       | 2                        |
| 2008年 | 菅原照仁       | レース中止               | レース中止               |
| 2008年 | 菅原義正       | レース中止               | レース中止               |
| 2009年 | 菅原照仁       | 14                       | 2                        |
| 2009年 | 菅原義正       | 25                       | 6                        |
| 2010年 | 菅原照仁       | 7                        | 1                        |
| 2010年 | 菅原義正       | 失格                     | 失格                     |
| 2011年 | 菅原照仁       | 9                        | 1                        |
| 2011年 | 菅原義正       | 13                       | 2                        |
| 2012年 | 菅原照仁       | 9                        | 1                        |
| 2012年 | 菅原義正       | 24                       | 3                        |
| 2013年 | 菅原照仁       | 19                       | 1                        |
| 2013年 | 菅原義正       | 31                       | 4                        |
| 2014年 | 菅原照仁       | 12                       | 1                        |
| 2014年 | 菅原義正       | 32                       | 2                        |
| 2015年 | 菅原照仁       | 16                       | 1                        |
| 2015年 | 菅原義正       | 32                       | 2                        |
| 2016年 | 菅原照仁       | 13                       | 1                        |
| 2016年 | 菅原義正       | 31                       | 2                        |
| 2017年 | 菅原照仁       | 8                        | 1                        |
| 2017年 | 菅原義正       | 29                       | 2                        |
| 2018年 | 菅原照仁       | 6                        | 1                        |
| 2018年 | 菅原義正       | スタックでリタイヤ       | スタックでリタイヤ       |
| 2019年 | 菅原照仁       | 9                        | 1                        |
| 2019年 | 菅原義正       | マシントラブルでリタイヤ | マシントラブルでリタイヤ |
| 2020年 | 菅原照仁       | 10                       | 1                        |
| 2021年 | 菅原照仁       | 12                       | 1                        |

## 車名の由来
RANGER（レンジャー）
常に進化し、お客様の期待に応え利益をお約束するプロフェッショナルのためのトラックの意である。1964年のレンジャー発売時に、一般公募にて選考された。
SPACE RANGER（スペースレンジャー）
SPACE(スペース)には、安全・快適空間、積載効率の高い。宇宙-先進的。仕事の領域を拡大する。これらを意味することから名が付けられた。
RANGER-PRO（レンジャープロ）
PRO(プロ)には、PROceed、PROgress(常に進化し)、PROspect(お客様の期待に応える)、PROmise(お客様の利益をお約束する)、PROfessional（プロフェッショナルのためのトラック）という思いが込められている。

## 主なCM出演者
普通型トラックとしては珍しく芸能人や著名人を起用し、特にクルージングレンジャーのCMでは、ダイアン・レインを起用してそれまでのトラックの武骨なイメージを払拭させる事に貢献している。
- 桂歌丸（風のレンジャー・初期型）
- 佳那晃子（風のレンジャー・初期型）
- ジャンボ鶴田（デーキャブレンジャー、風のレンジャー・中期型）
- 日野皓正（BGM・レンジャー+5）
- 宍戸開（ワンナップレンジャー+5）
- ダイアン・レイン（クルージングレンジャー）

これらの他にも、積載量の異なる6台のレンジャーを用意し、子供のナレーションで「1レンジャー！2レンジャー！3レンジャー！4レンジャー！5レンジャー！　もう1つあるんじゃー。6レンジャー！！　日野レンジャーどんなもんじゃー」と『秘密戦隊ゴレンジャー』（NET系列）のパロディをやるCMが存在していた。
ジャンボ鶴田が所属した全日本プロレスも、鶴田がCM出演したのがきっかけで、選手の移動バスは日野だった。

## 生産拠点
- 日野自動車・古河工場
- 国瑞汽車股份有限公司・観音工場

## メーカー完成車シリーズ（VQシリーズ）荷台メーカー
一部荷台の総軸エアサス車は6速MTのみの設定となる。
- VQウイングバン - トランテックス、パブコ、日本フルハーフ（パブコ製と日本フルハーフ製は6速MTのみ設定、トランテックス製は2022年1月から日野自動車古河工場にてシャシー組立からボディ架装まで一貫生産[13]）
- アルミブロック - トランテックス
- 強化木製平ボディー - 東洋ボデー
- VQクールバン - トランテックス（冷凍機は菱重コールドチェーン製とデンソー製を設定）
- VQプラスシリーズ - トランテックス（クールバンの冷凍機は菱重コールドチェーン製とデンソー製を設定）
- ダンプ完成車シリーズ - 新明和工業、極東開発工業
- ミキサー完成車シリーズ  - KYB、新明和工業
  - プロフィアには上記の他にも、VQウイングバンは日本トレクス製、ダンプ完成車シリーズは小平産業製をそれぞれ設定しているが、レンジャーには日本トレクス製荷台のVQウイングバンと小平産業製荷台のダンプ完成車シリーズの設定はない。